# Spalato
Spàlato (in croato: Split) è il capoluogo della regione spalatino-dalmata, principale centro della Dalmazia, avente 160 577 abitanti (2021). Sede dell'università e dell'arcidiocesi di Spalato-Macarsca, sorge tra la parte orientale della baia dei Castelli e il canale di Spalato. È celebre per il Palazzo di Diocleziano, la porta Aurea e la Cattedrale di San Doimo con il suo campanile. Sono notevoli le rovine romane dell'acquedotto di Diocleziano. Il complesso storico di Spalato con il Palazzo di Diocleziano è inserito nella lista dell'UNESCO.
Fu fondata come colonia greca di Issa (la moderna Lissa), a sua volta colonia della città siciliana di Siracusa, a sua volta colonia di Corinto, con il nome di Aspálathos (Aσπάλαθος) oppure Spálathos (Σπάλαθος), intorno al III-II secolo a.C.
Nel 293 d.C. l'imperatore romano Diocleziano, il cui dominato durò dal 284 d.C. al 305 d.C., decise di costruire il suo Palazzo di fronte al mare, vicino alla città di Salona nel municipium di Spalatum. La costruzione durò dal 295 al 304 d.C.

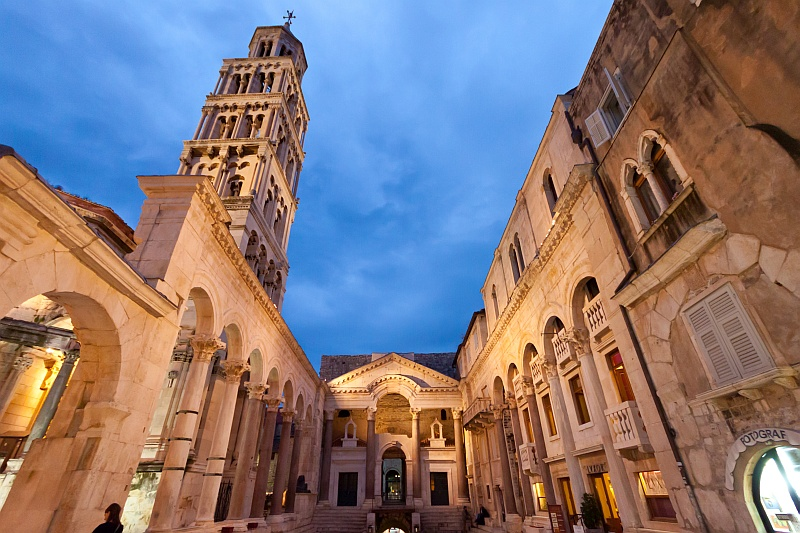
Palazzo di Diocleziano

Per diversi secoli Spàlato fece parte dell'Impero bizantino, nel quale riuscì ad avere una certa importanza. Successivamente entrò nel Regno di Croazia e Dalmazia, per poi passare al Regno d'Ungheria, nel contesto del quale mantenne la sua autonomia comunale.
La Repubblica di Venezia ne prese il pieno possesso nel 1420. Spàlato entrò ufficialmente nello Stato da Mar, cioè nei domini marittimi della repubblica veneziana, e vi rimase fino al 1797. Quel periodo lasciò numerose vestigia, sia culturali che architettoniche. Dopo la caduta della Repubblica di Venezia che avvenne nel 1797 per mano di Napoleone, Spàlato, secondo il trattato di Campoformio, passò all'Impero austriaco, che la tenne fino al 1806. Con la pace di Presburgo fu ceduta al Regno d'Italia napoleonico (fino al 1809). Dal 1809 al 1813 la città fece parte delle Province Illiriche. Con il Congresso di Vienna, nel 1814, Spàlato tornò all'Impero austro-ungarico entrando a far parte del Regno di Dalmazia, territorio sotto il dominio diretto della corona austriaca, rimanendoci fino al termine della prima guerra mondiale nel 1918.
A partire da quest'ultimo evento iniziò l'esodo di una parte consistente degli italiani e degli italofoni della Dalmazia, tra cui gli spalatini italiani, verso Zara e Lagosta, che vennero invece annesse al Regno d'Italia, e verso l'Italia stessa. Nell'aprile del 1941, dopo l'invasione della Jugoslavia, Spàlato fu occupata dall'esercito italiano e annessa assieme a Càttaro al nuovo Governatorato della Dalmazia nella provincia italiana di Spalato, che oltre alla città comprendeva le limitrofe Traù e Sebenico, insieme alle isole Lissa, Curzola, Cazza, Lagosta, Pelagosa e Meleda. Dopo la seconda guerra mondiale Spàlato entrò a far parte della Repubblica Socialista di Croazia, repubblica costitutiva della Repubblica Socialista Federale di Jugoslavia.

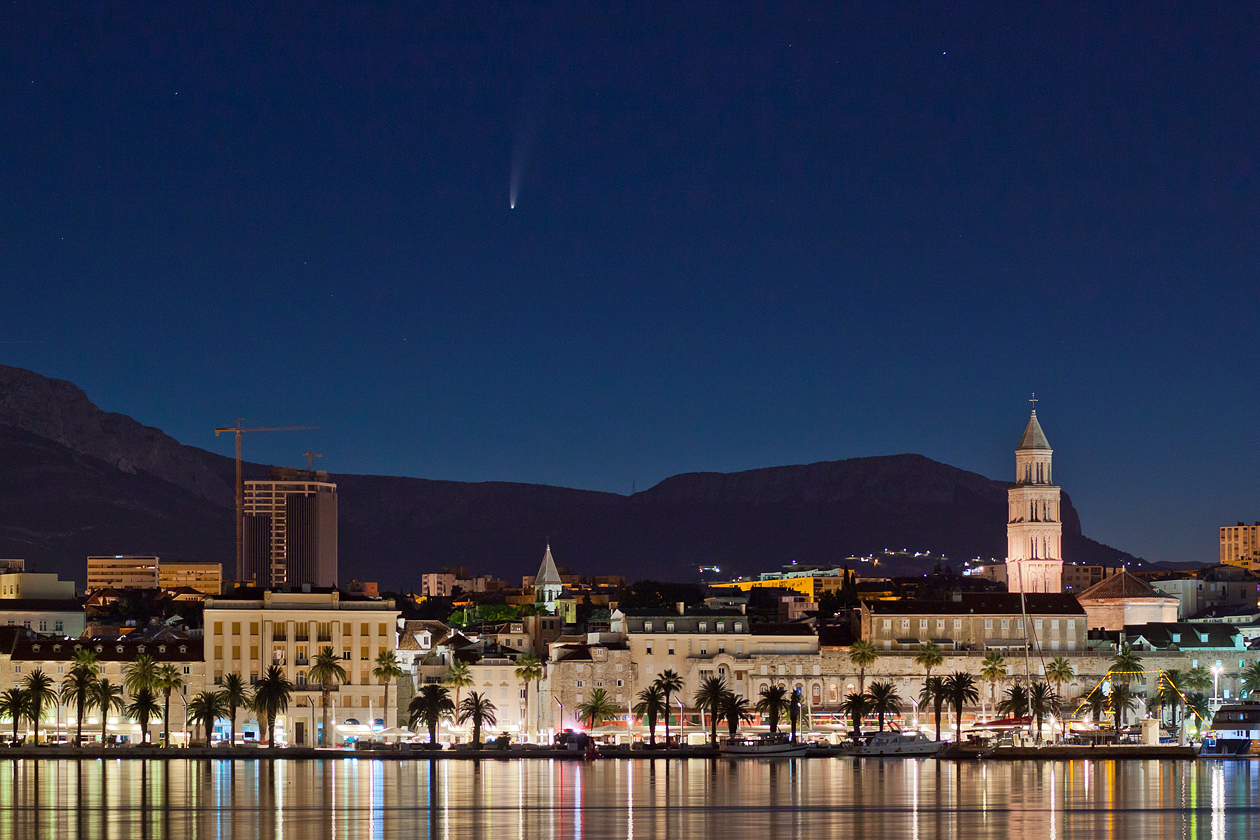
Vista sulla riva e sul lungomare cittadino della città

Durante il periodo socialista la città sperimentò un boom economico e demografico, con la fondazione di decine di nuove fabbriche e aziende. Dalla dissoluzione della Jugoslavia, iniziata nel giugno 1991, Spàlato fa parte della Croazia indipendente. Tra le conseguenze ci fu un timido risveglio della coscienza etnica dei dalmati italiani presenti a Spàlato e nel resto della Dalmazia.

## Geografia fisica

### Territorio

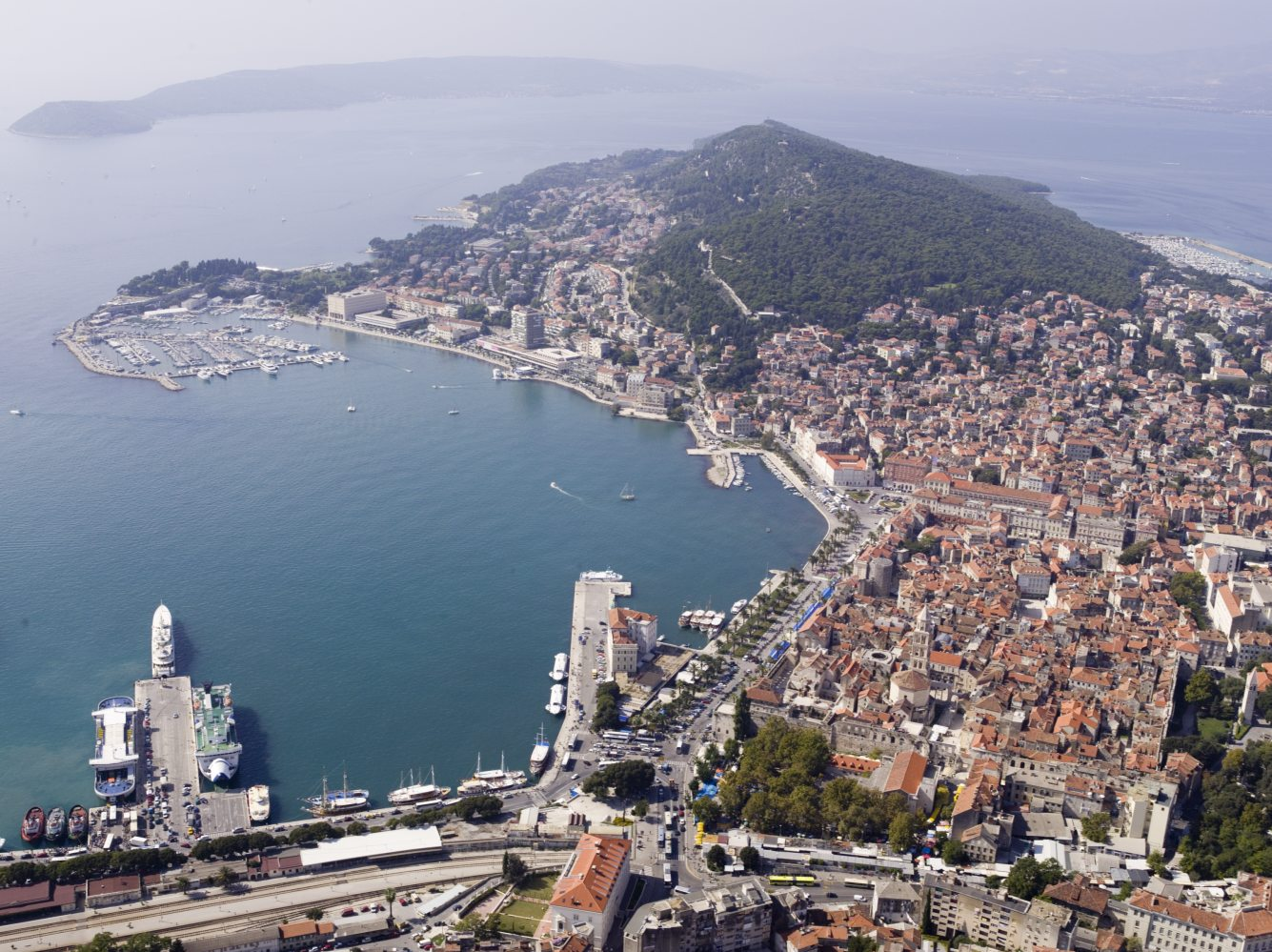
Vista aerea della baia dove sorge Spàlato

Spàlato è situata su una penisola che si trova tra la parte orientale della baia dei Castelli e il canale di Spalato, tratto di mare Adriatico tra le isole di Bua, Zirona Grande e Solta. Lungo la parte occidentale dell'abitato si innalza il monte Mariano, alto 178 m, mentre a nord sono presenti il monte Capraio (779 m) e il monte Massaro (1339 m), che separano la città vera e propria dalla sua area urbana.
Geologicamente, l'area si trova in un contesto tettonico compressionale con direzione di strike NW-SE; la faglia principale prende il nome di Kozjak. Pertanto la roccia si presenta fortemente deformata e soggetta a intenso thrusting. Infatti il calcare senoniano si trova al di sopra del flysch eocenico, composto da strati alternati di marne e calciruditi/calcareniti, che sono la principale fonte di permeabilità e quindi di flusso di acqua dolce. Il 'bedding' del flysch appare spesso subverticale ed il suo spessore è stato stimato in circa 800 m.

### Clima

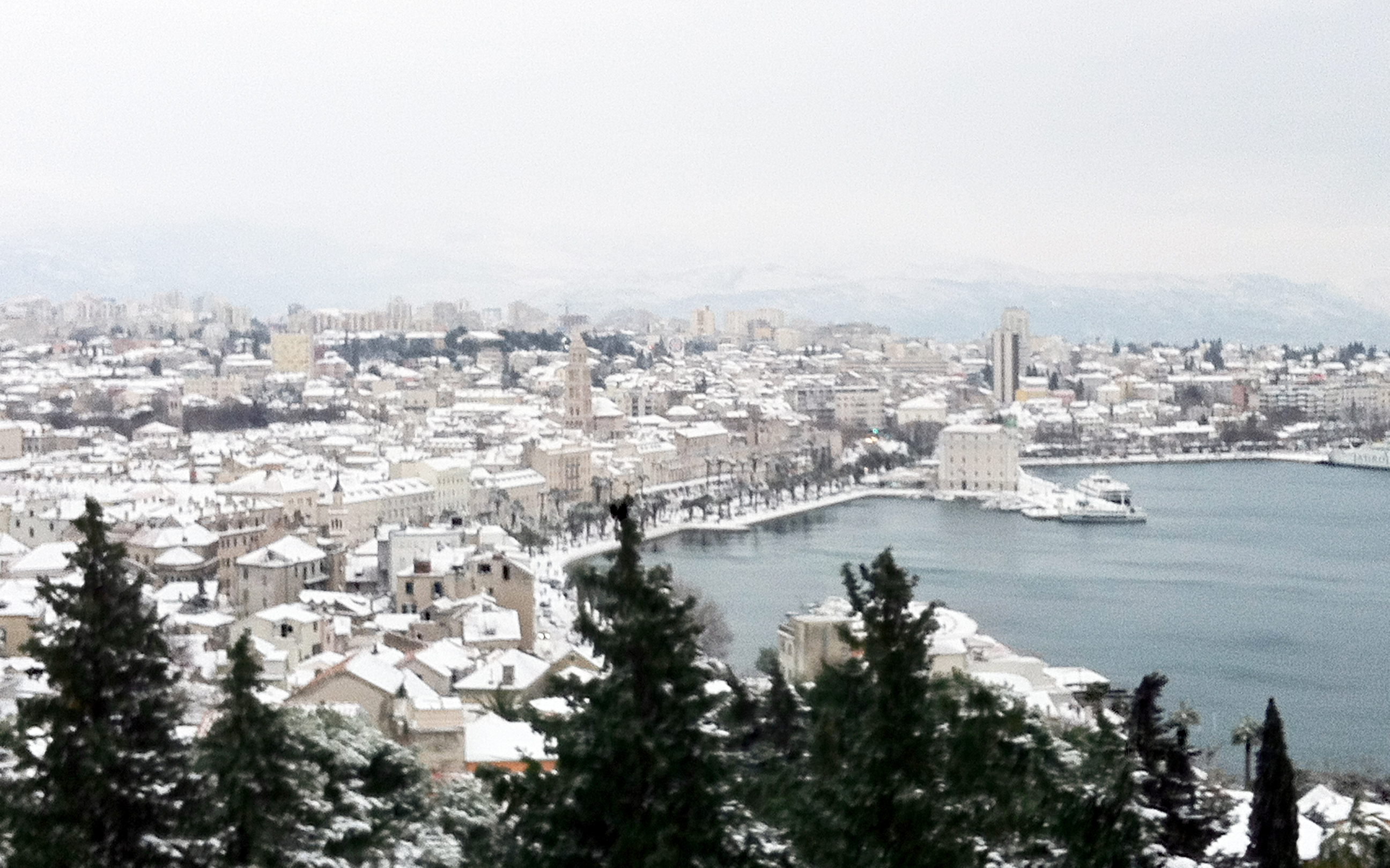
Una rara nevicata a Spàlato

Il clima è una fusione tra il clima subtropicale umido e il clima mediterraneo (secondo la classificazione dei climi di Köppen), tant'è che un solo mese all'anno ha precipitazioni inferiori a 40 mm. Le estati sono moderatamente secche e calde, mentre gli inverni sono miti e raramente freddi.
Le precipitazioni annuali si attestano mediamente a circa 820 mm. Novembre è il mese più umido, con precipitazioni totali intorno ai 113 mm distribuiti mediamente in 12 giorni di pioggia. Luglio è il mese più secco, con precipitazioni medie che si aggirano sui 26 mm. Le piogge sono distribuite nell'arco di tutto l'anno, soprattutto in inverno. Le precipitazioni nevose sono rare, con una media di un giorno di neve a dicembre e a gennaio e due giorni a febbraio. L'ultima nevicata eccezionale a Spàlato è avvenuta nel febbraio 2012; ha causato molti problemi al traffico.
Le temperature invernali scendono molto durante la bora, vento catabatico di provenienza est/nord-est che soffia con particolare intensità specialmente verso l'alto e medio Adriatico. Il mese più freddo è gennaio, con una temperatura media minima di circa 5 °C. Luglio è il mese più caldo, con una temperatura massima intorno ai 30 °C. Degno di nota è l'incendio avvenuto nel luglio 2017 nei dintorni boscosi di Spàlato, che ha causato ingenti danni.
Spàlato riceve circa 2.600 ore di sole all'anno.
I dati climatologici salienti sono:
| Mese                               | Mesi  | Mesi  | Mesi  | Mesi  | Mesi  | Mesi  | Mesi  | Mesi  | Mesi  | Mesi  | Mesi  | Mesi | Stagioni | Stagioni | Stagioni | Stagioni | Anno    |
| Mese                               | Gen   | Feb   | Mar   | Apr   | Mag   | Giu   | Lug   | Ago   | Set   | Ott   | Nov   | Dic  | Inv      | Pri      | Est      | Aut      | Anno    |
| ---------------------------------- | ----- | ----- | ----- | ----- | ----- | ----- | ----- | ----- | ----- | ----- | ----- | ---- | -------- | -------- | -------- | -------- | ------- |
| T. max. media (°C)                 | 10,4  | 11,2  | 13,8  | 17,2  | 22,7  | 26,8  | 30,0  | 29,7  | 24,9  | 19,9  | 14,7  | 11,4 | 11,0     | 17,9     | 28,8     | 19,8     | 19,4    |
| T. media (°C)                      | 8,0   | 8,4   | 10,6  | 13,7  | 18,9  | 22,8  | 25,7  | 25,4  | 21,2  | 16,8  | 12,0  | 0,0  | 5,5      | 14,4     | 24,6     | 16,7     | 15,3    |
| T. min. media (°C)                 | 5,6   | 5,7   | 7,8   | 10,6  | 15,4  | 18,9  | 21,7  | 21,7  | 18,0  | 14,1  | 9,6   | 0,0  | 3,8      | 11,3     | 20,8     | 13,9     | 12,4    |
| T. max. assoluta (°C)              | 17,4  | 22,3  | 24,3  | 27,7  | 33,2  | 38,1  | 38,6  | 38,5  | 34,2  | 27,9  | 25,8  | 18,6 | 22,3     | 33,2     | 38,6     | 34,2     | 38,6    |
| T. min. assoluta (°C)              | −9,0  | −8,1  | −6,6  | 0,3   | 4,8   | 9,1   | 13,0  | 11,2  | 8,8   | 3,8   | −4,5  | 0,0  | −9,0     | −6,6     | 9,1      | −4,5     | −9,0    |
| Precipitazioni (mm)                | 73,7  | 61,2  | 63,4  | 61,9  | 61,6  | 47,3  | 25,5  | 44,8  | 68,9  | 82,1  | 101,7 | 0,0  | 134,9    | 186,9    | 117,6    | 252,7    | 692,1   |
| Giorni di pioggia                  | 10,6  | 9,5   | 9,6   | 10,9  | 9,4   | 8,7   | 5,3   | 5,4   | 7,9   | 9,6   | 11,5  | 11,5 | 31,6     | 29,9     | 19,4     | 29,0     | 109,9   |
| Umidità relativa media (%)         | 63    | 64    | 61    | 57    | 59    | 57    | 51    | 52    | 57    | 68    | 64    | 63   | 63,3     | 59       | 53,3     | 63       | 59,7    |
| Eliofania assoluta (ore al giorno) | 4,1   | 5,0   | 5,7   | 7,1   | 8,7   | 10,0  | 11,1  | 10,2  | 8,3   | 6,5   | 4,4   | 3,0  | 4,0      | 7,2      | 10,4     | 6,4      | 7,0     |
| Ore di soleggiamento mensili       | 133,3 | 152,6 | 186,0 | 210,0 | 272,8 | 306,0 | 347,2 | 319,3 | 246,0 | 192,2 | 135,0 | 0,0  | 285,9    | 668,8    | 972,5    | 573,2    | 2 500,4 |

## Origini del nome

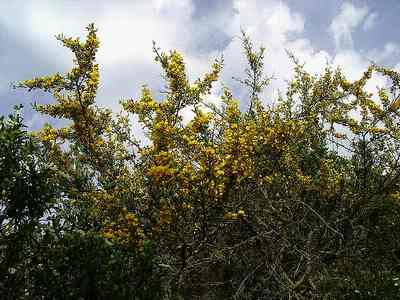
Una ginestra spinosa, che in greco antico era chiamata Aspálathos oppure Spálathos, da cui poi è derivato il nome della città

Il nome della città deriva dalla ginestra spinosa, arbusto molto comune nella regione, denominato in greco antico Aspálathos (Aσπάλαθος) oppure Spálathos (Σπάλαθος), nome conferito alla colonia greca che diede poi origine alla città.
Quando la città fu conquistata dagli antichi Romani, il toponimo fu tradotto in latino come Spalatum oppure Aspalatum, che nel Medioevo diventò, in latino volgare, Aspalathum, Spalathum, Spalatrum e Spalatro. Quest'ultimo era il nome in lingua dalmatica; la denominazione arrivò fino a fine Ottocento, quando questo idioma si estinse.
Per secoli si è creduto che l'etimologia del nome della città fosse legata al latino palatium, "palazzo", con un chiaro riferimento al Palazzo di Diocleziano, i cui resti si trovano a Spàlato. Le mura coincidono con il nucleo originario del centro storico. Questa prima ipotesi fu avanzata dall'imperatore bizantino Costantino VII Porfirogenito, per poi essere ripresa nel Duecento da Tommaso Arcidiacono.

## Storia

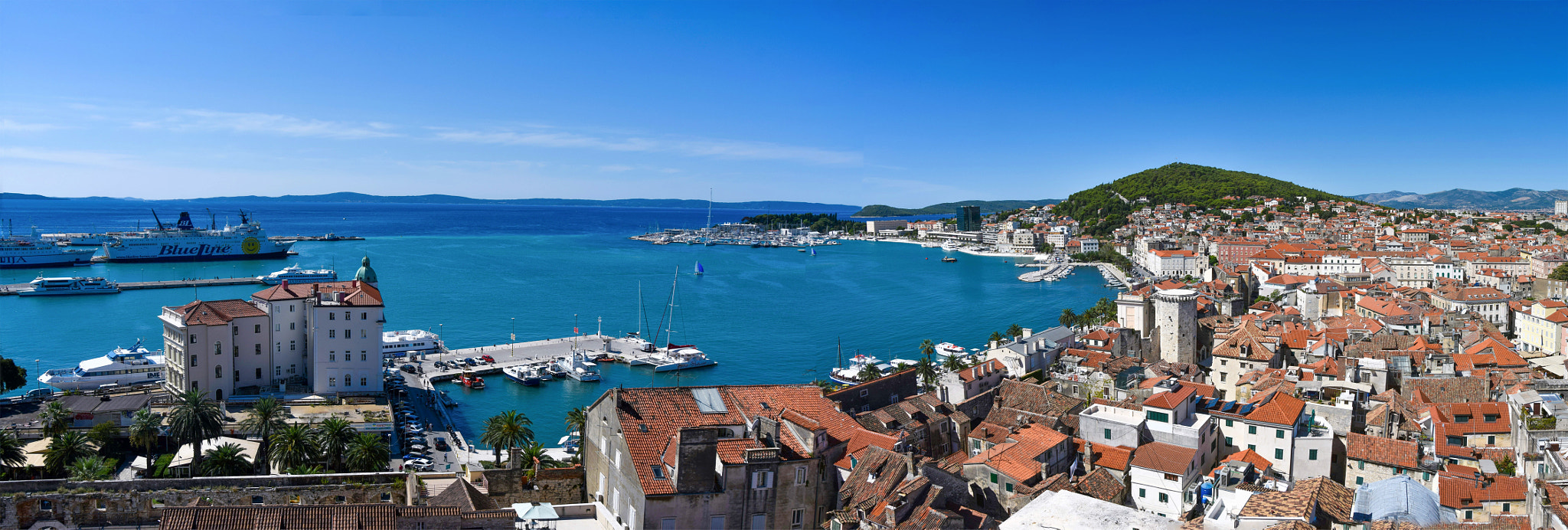
Panorama di Spàlato

### Antichità

#### Epoca greca
Spàlato fu fondata come colonia greca di Issa (la moderna Lissa), a sua volta colonia della città siciliana di Siracusa, a sua volta colonia di Corinto, intorno al III-II secolo a.C. Il primigenio insediamento greco prosperò anche grazie alle vicine tribù illiriche, la maggior parte delle quali appartenevano all'etnia dalmata, che abitavano la costa adriatica nell'entroterra di Salona, a sud del territorio dei Liburni, tra i fiumi Titius (Cherca) e Nestus/Hippius (Cetina), e che furono più tardi celtizzati.
Il territorio di Spalato fu oggetto di un altro stanziamento greco; la colonia greco-siracusana di Issa fondò infatti Epetion nel luogo in oggi sorge il sobborgo di Stobreč.

#### Epoca romana

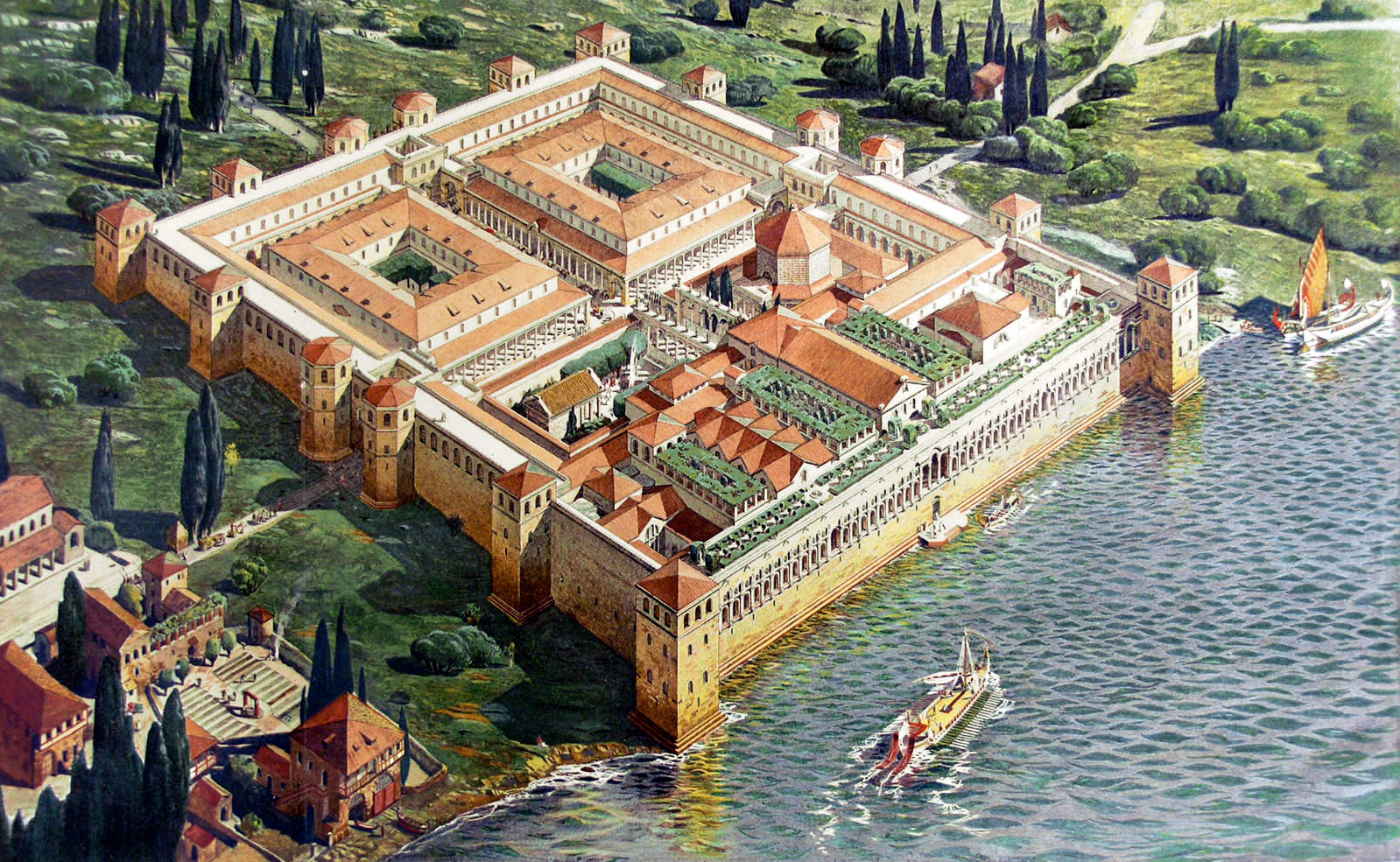
Ricostruzione del Palazzo di Diocleziano nell'aspetto che aveva intorno al 305. Illustrazione di Ernest Haebrard.

Dopo le guerre illiriche tra il 229 a.C. e il 219 a.C., la città di Salona, poca distante da Spàlato, diventò la capitale della provincia romana della Dalmatia. Da quel momento la storia di Spàlato passò in secondo piano rispetto a quella di Salona, ma dopo alcuni decenni Spàlato tornò in auge e divenne il punto di riferimento della regione.
L'imperatore Diocleziano, il cui principato durò dal 284 d.C. al 305 d.C., nel 293 d.C. decise di iniziare la costruzione del suo palazzo situato di fronte al mare vicino alla città di Salona nel municipium di Spalatum. Il palazzo, edificato tra il 295 e il 304 d.C. come una massiccia fortezza, fece crescere il centro abitato e i sobborghi fino a raggiungere un numero di abitanti compreso tra gli 8 000 e i 10 000. 

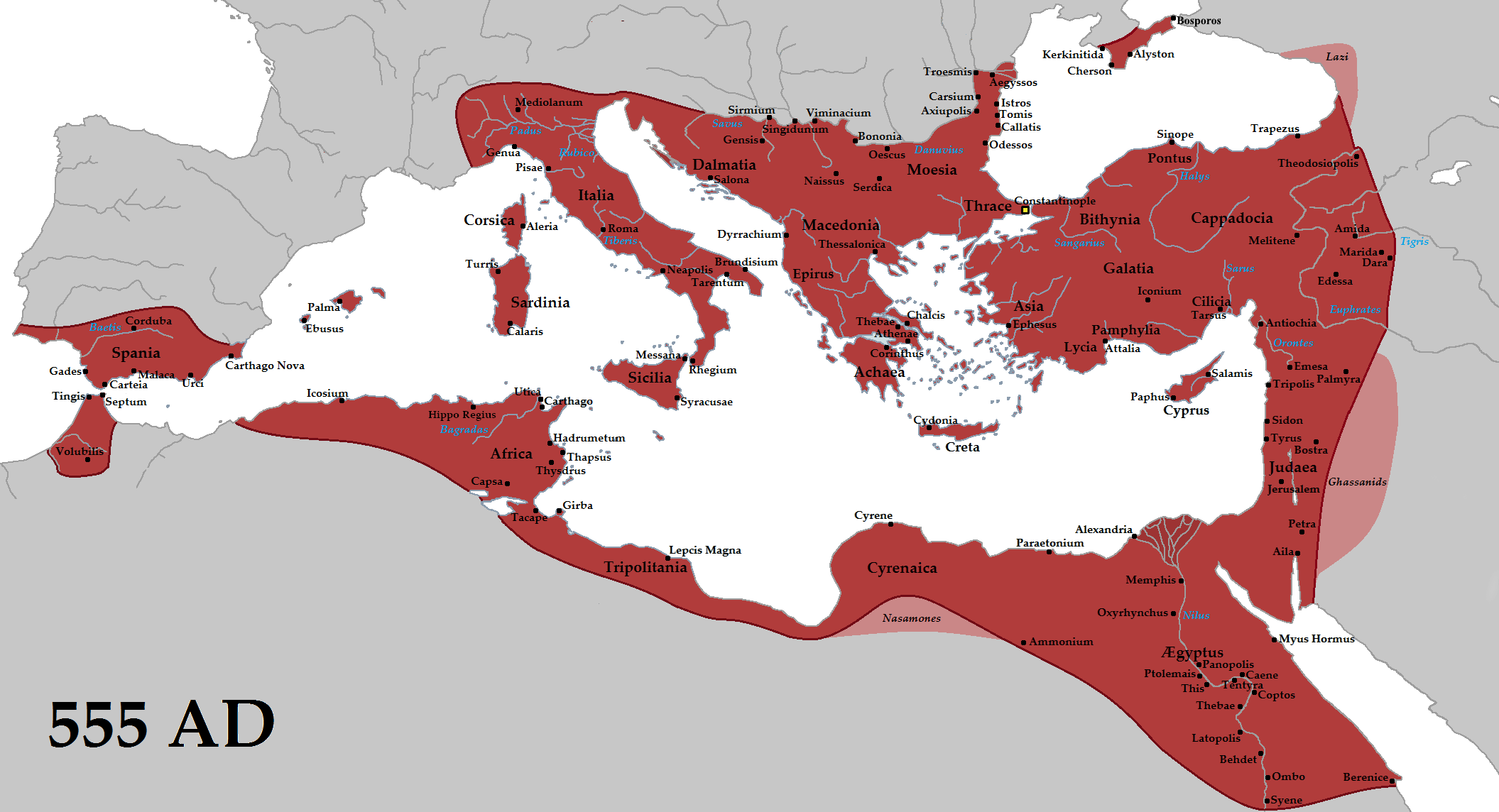
L'Impero bizantino intorno al 555, al massimo della sua estensione, raggiunta ai tempi dell'imperatore Giustiniano

Dopo la distruzione del palazzo, avvenuta nel 475, vi stabilì la propria dimora Giulio Nepote, penultimo sovrano dell'Impero romano d'Occidente, restandoci fino alla morte (480). Dopo le invasioni barbariche del V secolo, nel 493 Spàlato divenne parte del Regno ostrogoto, di cui faceva parte l'intera Dalmazia. Giustiniano I, imperatore bizantino che regnò dal 527 al 565, governò l'Impero romano d'Oriente dal Palazzo di Diocleziano dal 535 al 536.

### Primo periodo bizantino
Nell'anno 650, nell'Alto Medioevo, gli abitanti di Salona, antica capitale della provincia romana della Dalmatia, per sfuggire alle incursioni degli Avari, si rifugiarono su alcune isole di fronte a Spàlato. Spàlato rimase per vari secoli nell'Impero bizantino, nel quale la città riuscì ad avere una certa importanza. Successivamente entrò nell'orbita ungherese, nel contesto del quale mantenne la sua autonomia comunale.
Fu a partire da questo periodo che l'area, originariamente romanza, iniziò a essere popolata dai croati, una delle popolazioni slave meridionali che sostituirono gli Avari, i quali si fusero gradualmente proprio con gli slavi orientali e con i Ungari.
Il tempio di Giove fu dedicato alla Vergine Maria. Le spoglie di Doimo furono trasferite nella cattedrale di Spalato, poi a lui dedicata, che divenne in seguito la sede dell'arcidiocesi di Spalato-Macarsca. La cattedrale di Spàlato, originariamente mausoleo dell'imperatore Diocleziano, faceva parte del Palazzo di Diocleziano, e come tale è Patrimonio dell'Umanità. Il mausoleo fu convertito in chiesa nell'VIII secolo, mentre nell'anno 1100 fu costruito il campanile, che divenne simbolo di Spàlato.
Spàlato rimase possedimento de jure dell'Impero bizantino nella forma di un ducato amministrato dall'Esarcato di Ravenna.. Fu proprio in questo periodo che nacque, molto probabilmente nella regione spalatina, la lingua dalmatica, una lingua romanza che poi si diffuse lungo le coste della Dalmazia, dal golfo del Quarnaro ad Antivari. Gli abitanti di Spàlato iniziarono a chiamare la loro città in lingua dalmatica Spalatro.

### Periodo croato

Themata bizantini nel 1045.

A partire dal 925 il Regno di Croazia e Dalmazia, grazie a re Tomislao I di Croazia, iniziò a emergere travalicando i confini locali, che in origine si limitavano ai dintorni della capitale Nona. Vi contribuì l'alleanza dell'Impero bizantino con Simeone I il Grande, sebbene Tomislao I non ricevette ufficialmente nessun mandato imperiale per l'amministrazione delle nuove terre. Fu in questo periodo che la lingua slava ecclesiastica antica iniziò a diffondersi nelle celebrazioni religiose.
Tra il IX e il X secoli Spàlato intraprese una serie di campagne militari contro i pirati narentani, conquistando gran parte del loro territorio. Dopo questi eventi militari, che non portarono alla definitiva sconfitta dei narentani, Spàlato chiese alla Repubblica di Venezia un'alleanza militare, accettata dal doge Pietro II Orseolo che inviò in suo soccorso una flotta navale, portando alla definitiva sconfitta dei pirati narentani. Dopo aver ottenuto il permesso dall'imperatore bizantino Basilio II Bulgaroctono, Pietro II Orseolo si proclamò duca di Dalmazia.

### Secondo periodo bizantino
Nel 1019 l'Impero bizantino restaurò il completo controllo amministrativo della Dalmazia, sebbene il titolo "Duca di Dalmazia", e con esso il controllo amministrativo de facto della regione, fu assegnato al doge di Venezia. Nel 1069 il re Petar Krešimir IV di Croazia ottenne il pieno controllo di isole e città della Dalmazia sottraendole ai bizantini e ai veneziani, inclusa Spàlato, che estese il suo dominio fino al fiume Narenta. Le città costiere dalmate passarono sotto il diretto controllo del Regno di Croazia, mantenendo una certa autonomia amministrativa, sebbene appartenessero nominalmente ancora all'Impero bizantino.

### Periodo ungherese

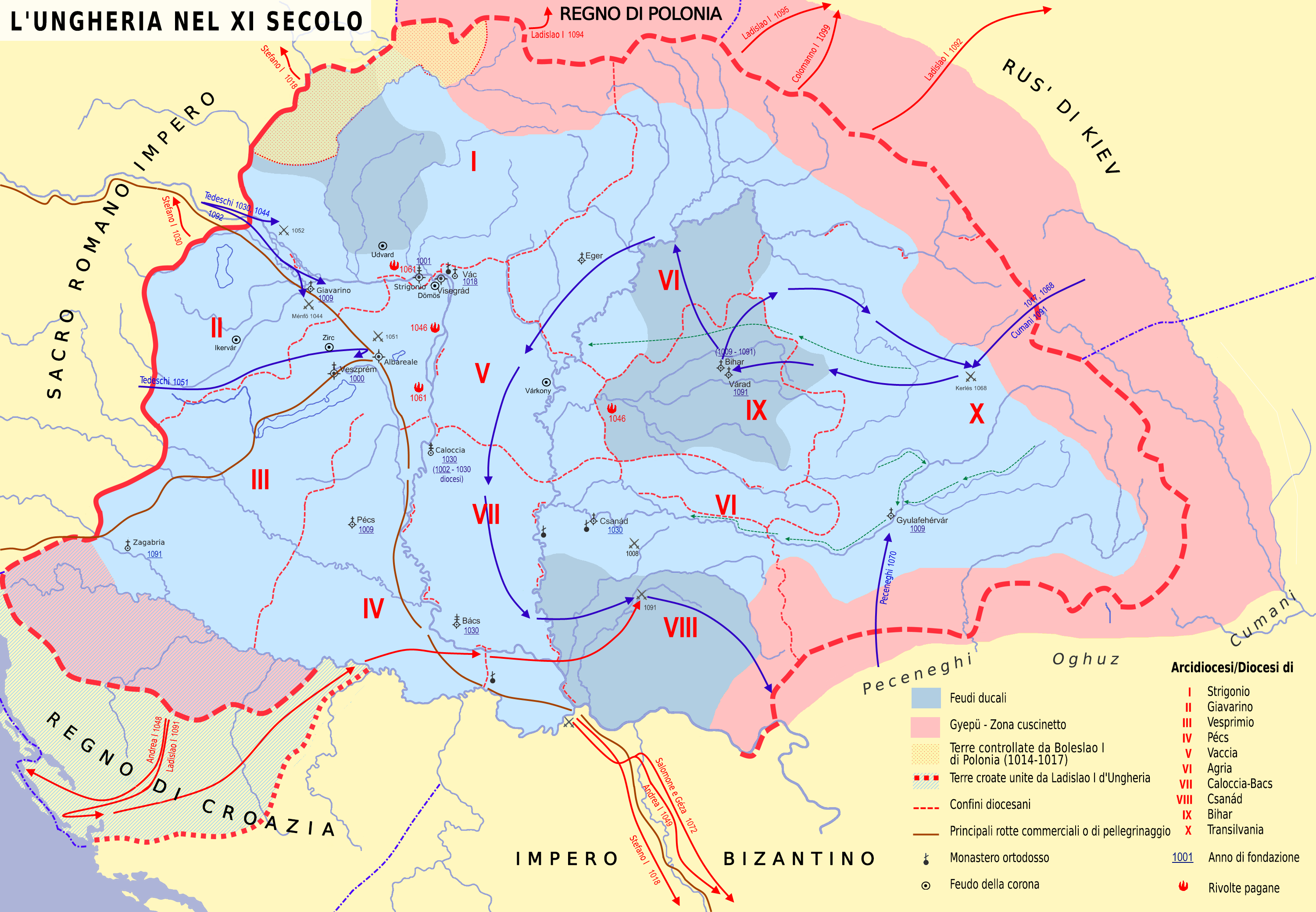
Il Regno d'Ungheria sul finire dell'XI secolo

Dopo la morte di re Stefano II di Croazia, che avvenne nel 1091, seguì un periodo di crisi dinastica che portò a una situazione di difficoltà, anche militare, che permise a Ladislao I d'Ungheria di interferire nella politica croata. L'Impero bizantino ebbe vantaggi da questa situazione, tant'è che l'imperatore bizantino Alessio I Comneno propose, e poi ottenne, l'adesione del themata della Dalmatia, territorio in precedenza appartenente al Regno di Croazia, all'impero. Nel 1096 l'imperatore bizantino Alessio I decise di restaurare il controllo amministrativo de facto della Repubblica di Venezia, che si estese all'intera Dalmazia, Spàlato compresa.
Nel 1105 Colomanno d'Ungheria riconquistò la Croazia, e con essa la Dalmazia, rinnegando le precedenti concessioni alla Repubblica di Venezia e annettendo un territorio maggiore rispetto alla precedente dominazione ungherese, visto che ora comprendeva altre città costiere, compresa Zara. In particolare, Spàlato e Traù, chiesero, e ottennero, il ripristino dell'autonomia goduta nel precedente periodo veneziano. Spàlato non pagava quindi tributi diretti, era in grado di scegliere i propri governati diretti e l'arcivescovo previa conferma del re d'Ungheria, ripristinò la precedente legislazione, che era fondata sul diritto romano e che permetteva anche la scelta dei giudici.
Dopo la morte di Colomanno d'Ungheria, che avvenne nel 1116, il doge di Venezia Ordelaffo Falier, approfittando di un momento di sbandamento degli ungheresi, conquistò molte città dalmate, comprese Zaravecchia e Sebenico, che entrarono sotto i domini veneziani per la prima volta, e Spàlato. Nel 1117 Stefano II d'Ungheria sconfisse Ordelaffo Falier, che morì in battaglia, riconquistando i domini perduti, tra cui Spàlato. Il nuovo doge veneziano Domenico Michiel riuscì a scacciare gli ungheresi restaurando, nel 1118, il dominio veneziano sui territori precedenti persi.

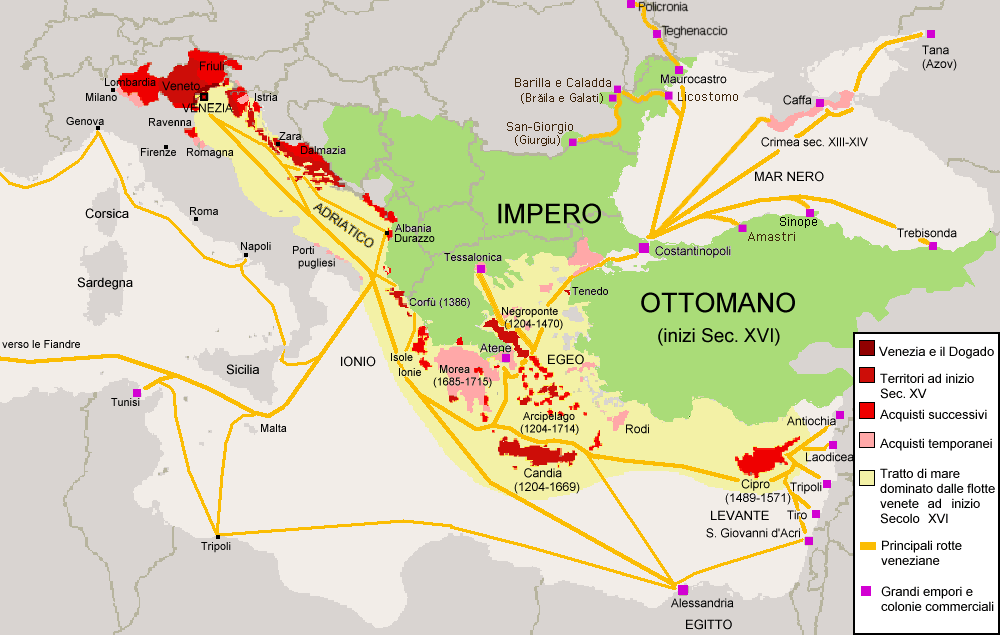
Mappa della rete commerciale, di cui Spàlato risultava uno snodo importante, e dei possedimenti della Repubblica di Venezia tra il XV e il XVI secolo, nel periodo di massima espansione

Nel 1124, mentre la Repubblica di Venezia era in guerra contro l'Impero bizantino, che ora era ostile ai veneziani, Stefano II d'Ungheria riuscì a riconquistare Spàlato e Traù senza resistenze, città poi riconquistate nel 1127 dal doge veneziano Domenico Michiel. Durante il regno di Béla II d'Ungheria la Dalmazia rimase sotto il dominio della Repubblica di Venezia senza contestazioni da parte degli ungheresi, ma nel 1141, il suo successore Géza II d'Ungheria, dopo aver conquistato la Bosnia, marciò verso Spàlato e Traù, che furono espugnate e conquistate. Spàlato, dopo questo ultimo cambio di sovranità, rimase sotto l'amministrazione de facto della Repubblica di Venezia per 186 anni senza ulteriori cambiamenti.
Questa fu l'ultima restaurazione del potere imperiale bizantino che conobbe la Dalmazia, e con essa Spàlato. L'imperatore bizantino Manuele I Comneno iniziò, dal 1151 al 1164, delle campagne militari contro il Regno di Ungheria, che consolidarono il potere imperiale sulle città dalmate. Dopo la battaglia di Sirmio, che avvenne nel 1167, il consolidamento del potere bizantino fu definitivo. Contestualmente fu confermata la rottura politica dell'Impero bizantino con la Repubblica di Venezia, viste le mire di questa ultima sulla Dalmazia.
Come conseguenza, l'Impero bizantino decise di inviare 150 navi nel Mare Adriatico a presidio delle città dalmate. Spàlato rimase sotto il dominio dell'Impero bizantino fino al 1180, anno di morte di Manuele I Comneno. Béla III d'Ungheria decise di approfittare della situazione facendo muovere le sue truppe per restaurare il dominio ungherese in Dalmazia precedentemente perduto. Spàlato rimase leale all'Impero bizantino resistendo, perlomeno inizialmente, alla restaurazione del dominio ungherese in Dalmazia, che fu poi comunque completata.

### Periodo veneziano

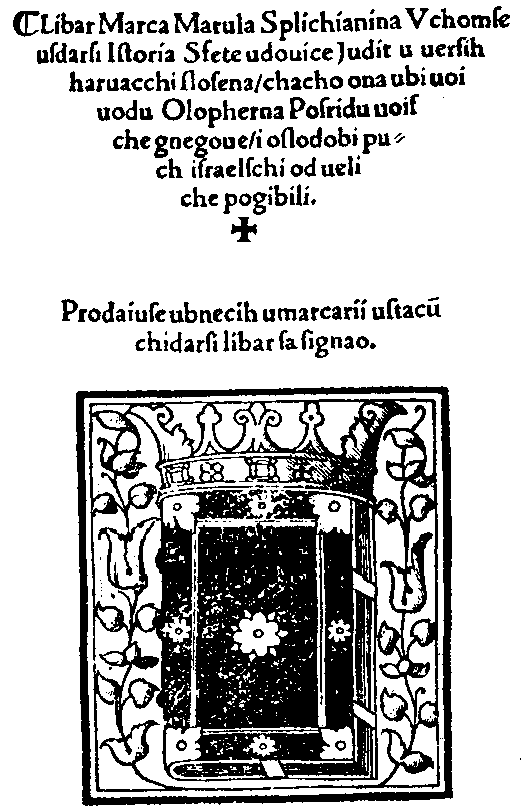
Frontespizio della Judita di Marco Marulo

Durante la guerra civile ungherese, che durò 20 anni, tra re Sigismondo di Lussemburgo e il suo contendente al trono, poi perdente, Ladislao I di Napoli, i diritti che l'Ungheria aveva sulla Dalmazia furono venduti da re Sigismondo, che era in difficoltà economica per via delle spese di guerra, alla Repubblica di Venezia, per 100.000 ducati. Grazie all'acquisizione dei diritti sulla Dalmazia, la Repubblica di Venezia prese completamente possesso di Spàlato nel 1420, che entrò ufficialmente nello Stato da Mar, ovvero nei domini marittimi della Repubblica di Venezia, rimanendoci fino al 1797 lasciando in eredità numerose vestigia, sia culturali che architettoniche.
In tale fase storica l'etnia dominante della Dalmazia era in gran parte croata (i primi nomi croati apparvero già nel X secolo), con i cognomi dalmati romanzi che iniziarono a diminuire per poi scomparire completamente in giro di qualche decennio (dati degli archivi storici della città medievale). La madrelingua più diffusa era diventato il croato, mentre l'italiano regionale spalatino (che fu originato da una miscela tra il dialetto toscano, che è la base della lingua italiana, e il dialetto veneziano, vista l'immigrazione di veneti) era in uso presso i notai italiani, gli insegnanti e i commercianti.
Prima conseguenza della dominazione diretta veneziana fu la riduzione dell'autonomia comunale della città: da un'ampia autonomia, che si creò grazie ai continui cambi di sovranità, Spàlato iniziò ad avere un'amministrazione municipale stabile che era costituita da un principe e da un capitano (conte e capitanio), assegnato da direttamente da Venezia.. Iniziò ad essere diffuso anche il dialetto veneto coloniale, ovvero una variante della lingua veneta parlata genericamente nei domini marittimi della Repubblica di Venezia, da cui si originò il dialetto veneto spalatino.

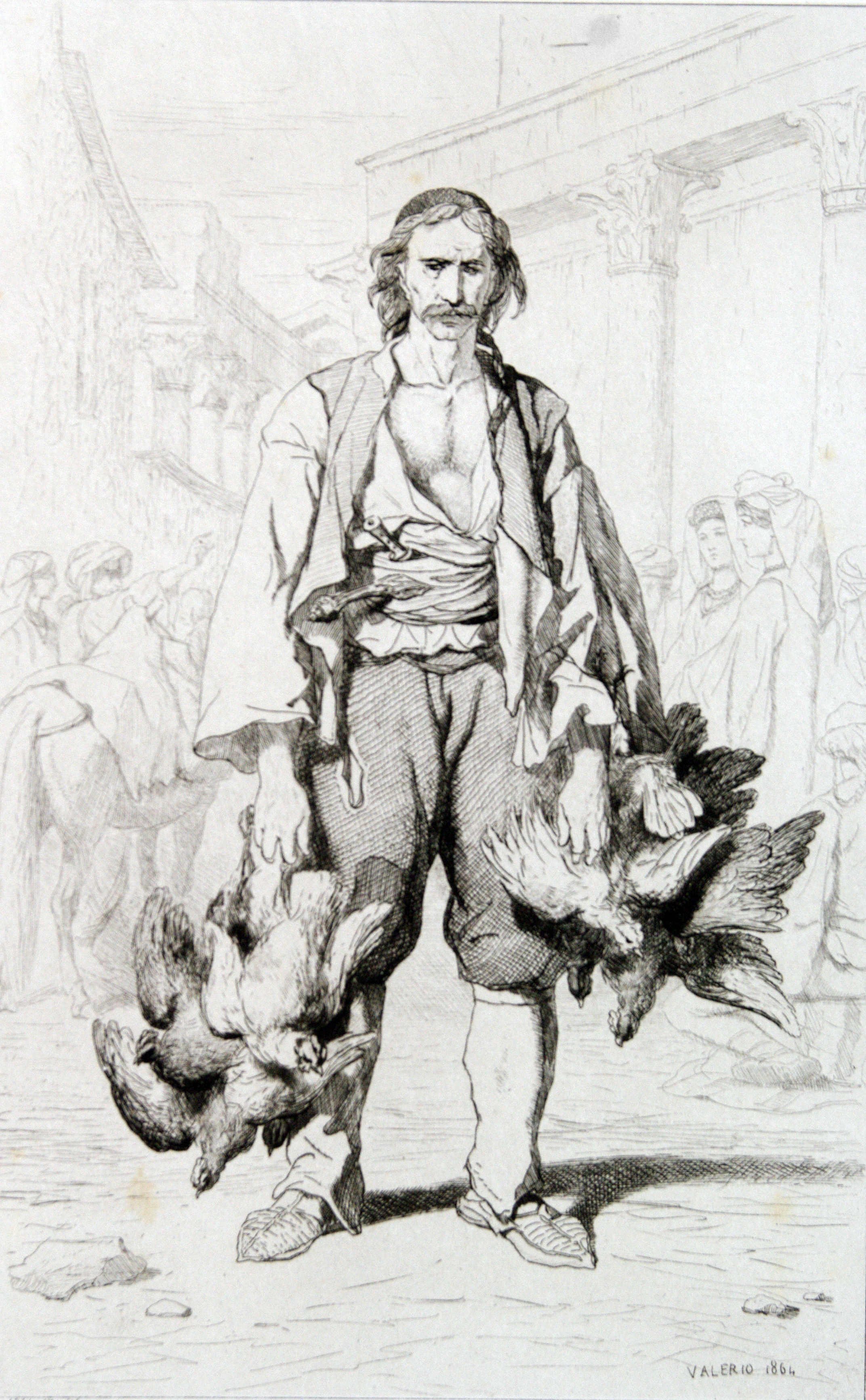
Un morlacco di Spàlato nel 1864

L'influenza italiana, che iniziò a radicarsi in questo periodo, continuò a persistere nei secoli alimentata dagli scambi commerciali; forte è l'influsso del mondo veneziano, che comporterà il graduale passaggio dalla lingua dalmatica romanza, derivata direttamente dal latino, al veneto, divenuto una vera e propria lingua franca del Mar Mediterraneo orientale, che fu accompagnata anche da un accrescimento della componente croata della popolazione. La comunità italiana, diventata ormai autoctona, conobbe anche apporti immigratori dalla penisola italiana, mentre l'etnia croata vide crescere la propria consistenza grazie a fenomeni migratori provenienti dall'entroterra spalatino e indirizzati verso la città.
Spàlato si sviluppò quindi come un'importante città portuale, che iniziò a commerciare anche con l'entroterra bosniaco ottomano attraverso il passo di Clissa, che portava poi nel cuore Balcani ottomani. Tra il XV e il XVI secolo Spàlato divenne il centro della nascente letteratura croata, con l'italofono Marco Marulo (poi croatizzato in Marko Marulić), che scrisse il celebre poema epico Judita (inserito nel più generale contesto letterario di Giuditta e Oloferne), che è considerata la prima opera letteraria moderna in lingua croata, redatta a Spàlato nel 1501 e poi stampata a Venezia nel 1521. La diffusione della neonata cultura dalmata restava comunque ristretta a una limitata cerchia aristocratica, mentre la maggioranza della popolazione rimaneva analfabeta.
Durante la guerra di Candia, combattuta tra il 1645 e il 1669 tra la Repubblica di Venezia e l'Impero ottomano per il possesso dell'isola di Creta, ovvero del più grande e ricco tra i possedimenti veneziani d'Oltremare (poi persa dai veneti), iniziò il processo di migrazione dei Morlacchi, popolazione appartenente al gruppo dei Valacchi ora ridotti a un esiguo numero, dall'entroterra di Spàlato verso la città.
La situazione linguistica di Spàlato, così come quella di molte altre città dalmate, rimase variegata fino alla successiva epoca austriaca, dividendosi anche per classi sociali. Durante l'epoca austriaca subentrò la componente nazionale, che complicò lo status quo, dato che iniziò anche una decisa contrapposizione politica tra un'etnia e l'altra. 

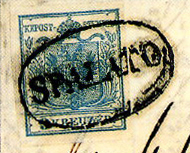
Il primo francobollo annullato a Spàlato (1851), che riporta il nome della città ancora in italiano e che fu emesso dalle autorità austriache

Lingua ufficiale, e riferimento della cultura spalatina, rimase l'italiano, che era utilizzato dall'aristocrazia e dalla più ricca ed influente borghesia, mentre la piccola borghesia e gli artigiani si esprimevano prevalentemente in lingua veneta, come testimonia il linguista Matteo Bartoli, che era la lingua d'uso prevalente nell'area urbana di Spàlato.
La popolazione croata era invece sostanzialmente bilingue, dato che era utilizzato sia il croato (nella sua variante ciakava ikava, fortemente venetizzato per oltre la metà del lessico), principalmente nell'ambito familiare e nel piccolo commercio, che il veneto (oppure l'italiano, a seconda del grado di istruzione: in genere l'italiano era usato dalle classi più acculturate), che era, come già accennato, la lingua franca diffusa nel commercio a lunga distanza.

### Periodo austriaco

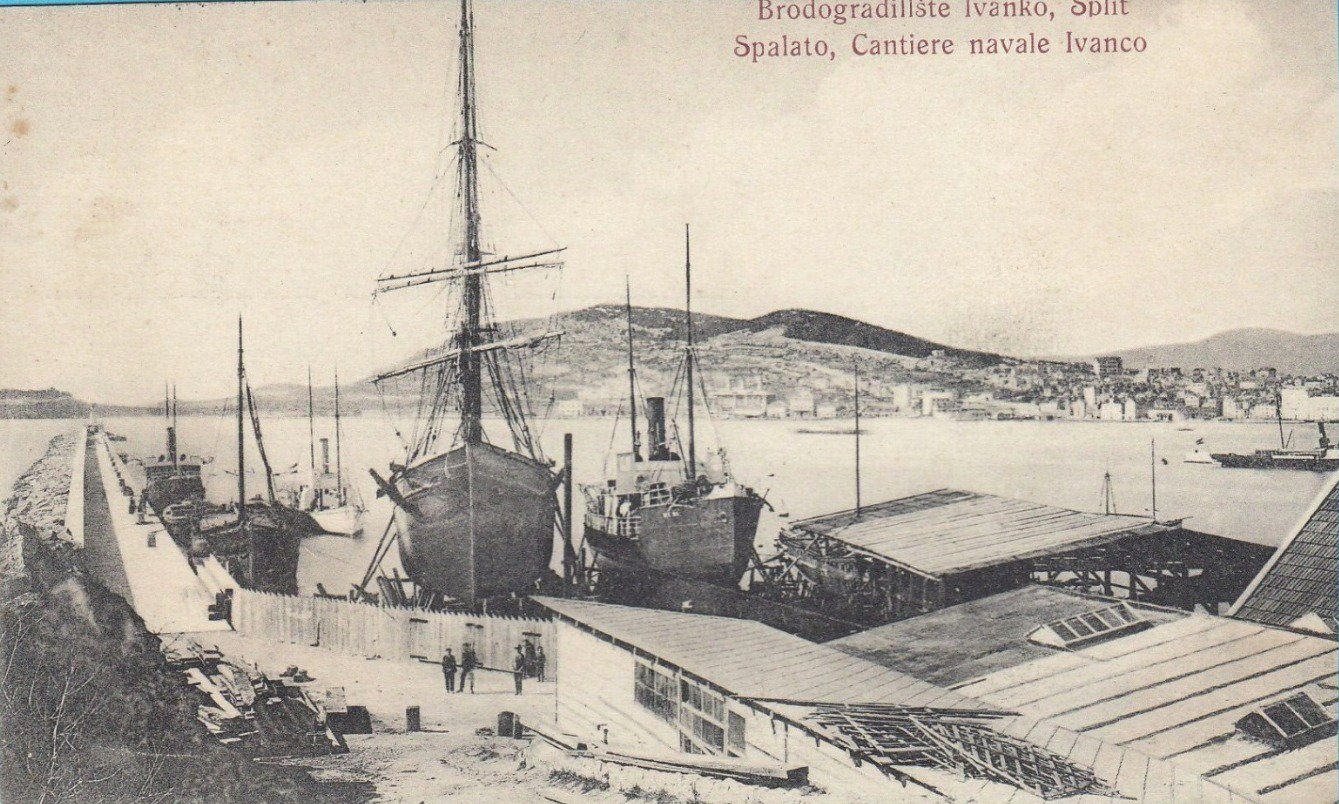
Spàlato, cantieri navali "Ivanco", 1893

Dopo la caduta della Repubblica di Venezia (1797) per mano di Napoleone Bonaparte Spalato, in base al trattato di Campoformio, passò sotto la sovranità dell'Impero austriaco, che la tenne fino al 1806, quando a causa della pace di Presburgo, l'Istria, la Dalmazia e Cattaro furono cedute al Regno d'Italia napoleonico. Fece parte del Regno d'Italia napoleonico dal 1806 al 1809 per poi passare alle Province illiriche, governatorato francese di epoca napoleonica costituente un'exclave della Francia metropolitana, dove rimase dal 1809 al 1813.
Durante l'epoca austriaco Spalato ristagnò economicamente e non fu toccata dalla primavera dei popoli, ondata di moti rivoluzionari borghesi che sconvolsero l'Europa nel 1848 e nel 1849, malgrado ciò alla notizia dei moti rivoluzionari scoppiati a Vienna, il 23 marzo 1848, il popolo scende in piazza con una entusiastica dimostrazione che si concluse con la votazione municipale in Consiglio Comunale, per l’unione a Venezia, come avvenne anche nei Consigli comunali di Ragusa ed il Cattaro. Il 28 marzo, Spalato chiese di condividere le sorti del Lombardo-Veneto e non quelle della Croazia. Inoltre la municipalità di Spalato rispose a quella di Zagabria che le aveva fatto pervenire un invito, scritto in lingua slava, perché aderisse all’Unione della Dalmazia alla Croazia, che: “La Dalmazia é italiana; un solo cittadino di Spalato, che ne conta 12 mila, è stato capace di tradurre le vostre onorevoli parole”.

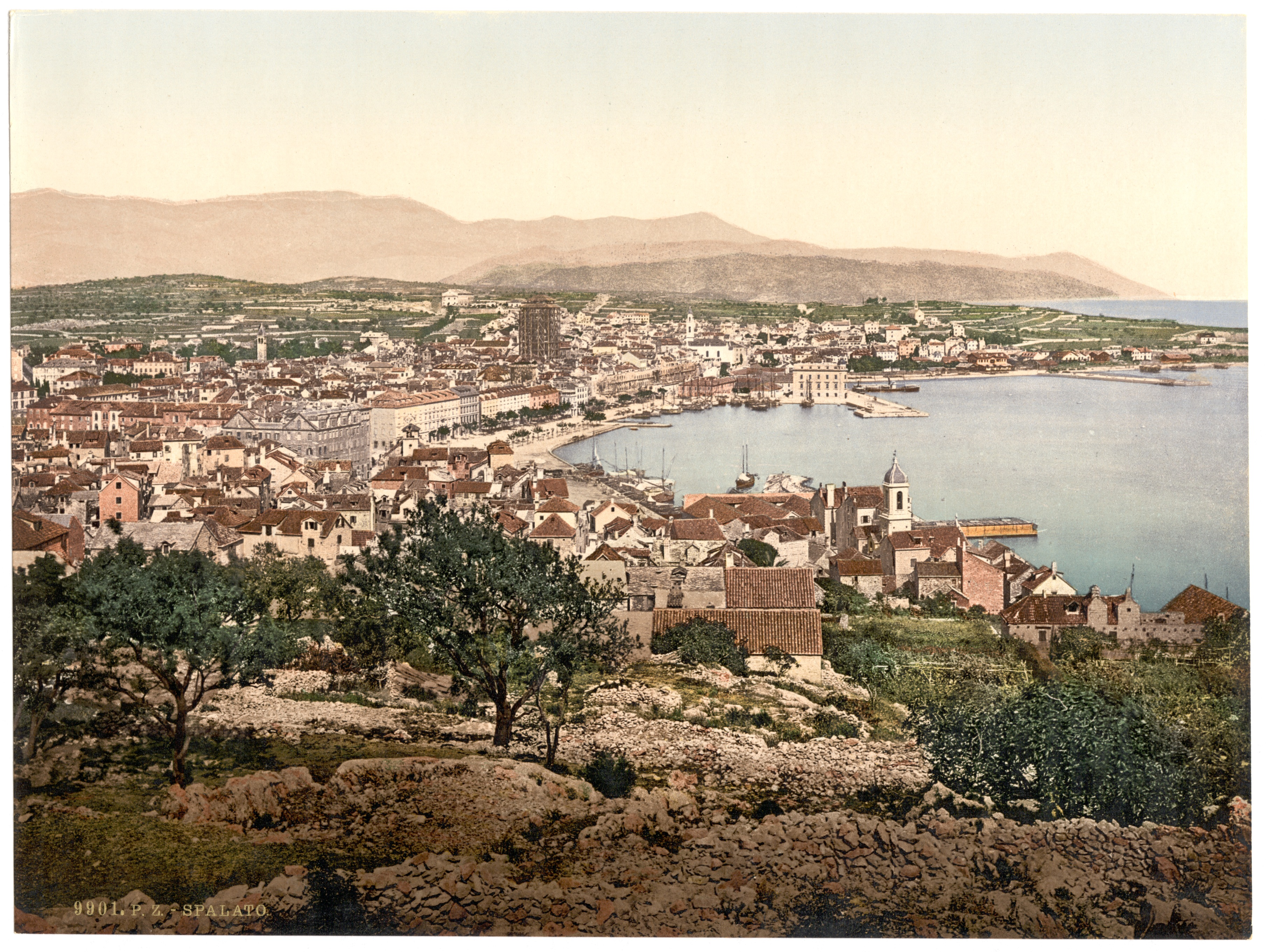
Spàlato tra il 1890 e il 1900, decennio che fu testimone di uno drastici cali della presenza dei dalmati italiani spalatini, visto che passarono dal 12,5% (1890) al 5,6% (1900)

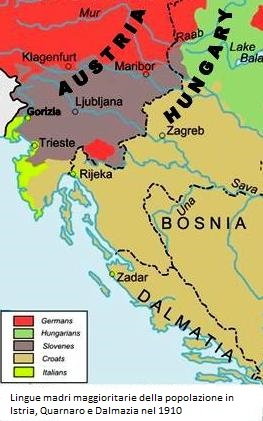
Lingue madri maggioritarie della popolazione in Istria, Quarnaro e Dalmazia nel 1910

Le autorità asburgiche stabilirono che il Regno di Dalmazia sarebbe stato governato da una propria assemblea, chiamata Sabor, con sede a Zara, dove si potevano confrontare i due maggiori partiti politici austriaci dell'epoca, ovvero il Partito autonomista e il Partito popolare. La Dalmazia diventò quindi una monarchia, avente come lingua ufficiale il tedesco, governata da un'élite locale bilingue (croata e italiana).
A seguito della primavera dei popoli e della crescita del romanticismo nazionalista, in Dalmazia apparvero due fazioni politiche. La prima, filo-croata e detta "unionista" o dei puntari, che si riconosceva nel Partito Popolare e nel Partito dei Diritti, sosteneva l'unificazione della Dalmazia con il Regno di Croazia-Slavonia, che era invece sotto l'amministrazione ungherese. Nel frattempo l'Impero austriaco si era trasformato in "Impero austro-ungarico", entità statale che nacque nel 1867 grazie al cosiddetto Ausgleich, ovvero a un compromesso tra la nobiltà ungherese e la monarchia asburgica inteso a riformare l'Impero austriaco.
La fazione filo-croata era foraggiata dai poteri centrali dello stato asburgico ed a Spalato e vi teneva ovviamente sede. La seconda, filo-italiana, detta "irredentista" o dei tolomaši, aveva obiettivi politici che andavano dall'autonomia nell'Impero austro-ungarico, fino ad un'unione politica con il Regno d'Italia, ed era per questo mal vista dall'amministrazione asburgica.
Come conseguenza della terza guerra d'indipendenza italiana (1866), che portò all'annessione del Veneto al Regno d'Italia, l'amministrazione imperiale austriaca, per tutta la seconda metà del XIX secolo, aumentò le ingerenze sulla gestione politica del territorio per attenuare l'influenza del gruppo etnico italiano temendone le correnti irredentiste.
Durante la riunione del consiglio dei ministri del 12 novembre 1866 l'imperatore Francesco Giuseppe I d'Austria tracciò un progetto di ampio respiro mirante alla germanizzazione o slavizzazione dell'aree dell'impero con presenza italiana:
(Francesco Giuseppe I d'Austria, consiglio della Corona del 12 novembre 1866.)
Unionisti e irredentisti inizialmente fecero fronte comune contro il centralismo di Vienna ma in seguito, a causa del maggior rilievo della questione nazionale, si separarono. Dopo l'incorporazione del Lombardo-Veneto all'Italia (1859-1866), il governo austriaco favorì il formarsi di una coscienza nazionale croata, allo scopo di contrastare l'Irredentismo italiano.
Nel 1860 Antonio Bajamonti del Partito Autonomista (filo-italiano) veniva eletto sindaco di Spàlato, carica che ricoprirà fino al 1880 – salvo una breve interruzione nel 1864-65. Bajamonti fu anche membro della Dieta provinciale dalmata (1861-91) e della Camera dei deputati austriaca (1867-70 e 1873-79).
Per lunghi anni Bajamonti godette dell'appoggio di italiani e croati (inizialmente criticato dagli irredentisti per la sua politica di "apertura" agli slavi, dopo il 1866 Bajamonti fu lodato dagli stessi Irredentisti come il difensore dell'italianità a Spalato). In questo periodo di relativa pace sociale fu il propulsore di importanti opere pubbliche, tra cui l'introduzione dell'illuminazione a gas, la costruzione dell'acquedotto e dell'ospedale, la creazione di scuole tecniche, la fondazione della Banca Dalmata e della società operaia. 

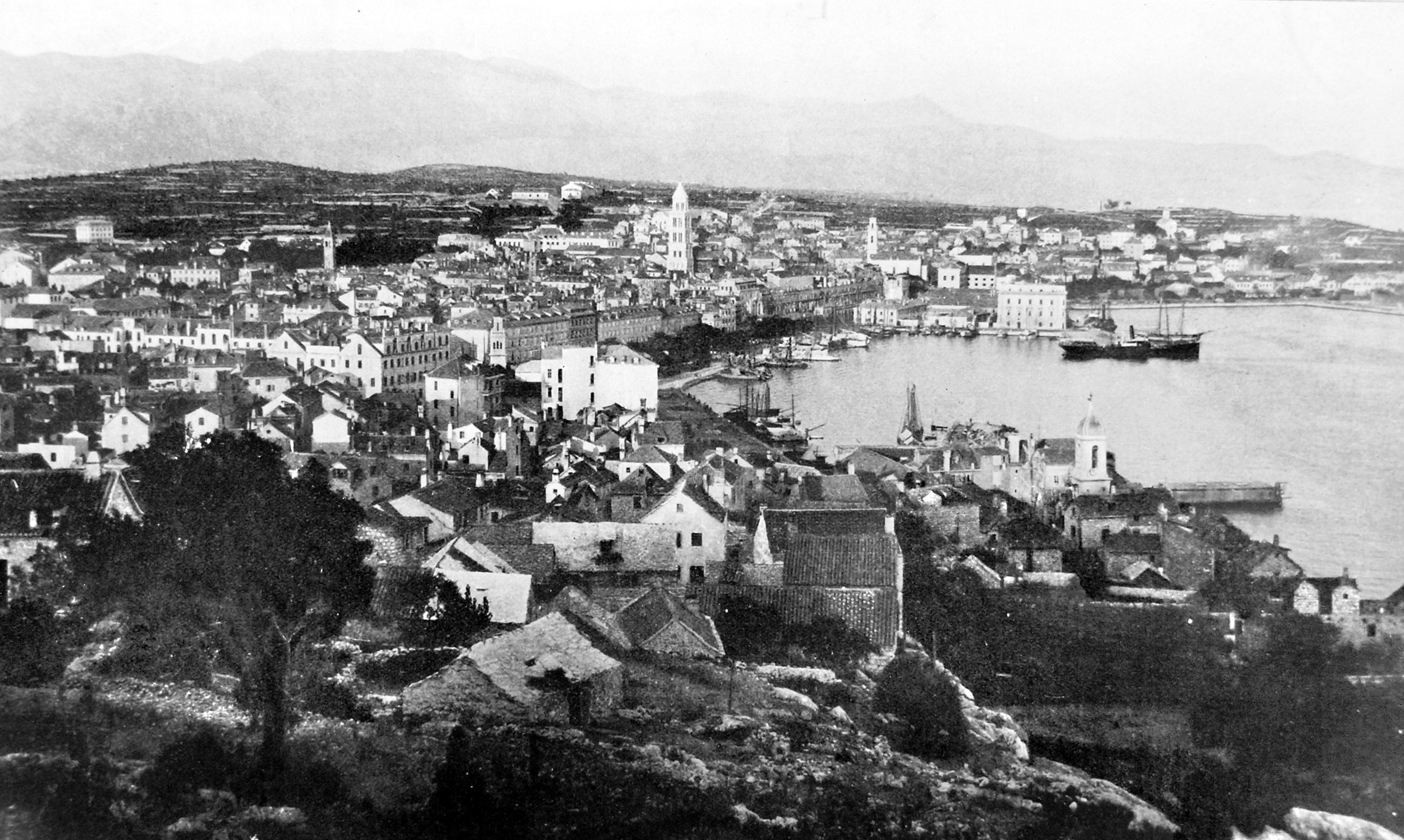
Panorama di Spàlato intorno al 1910, periodo in cui la lingua italiana fu vietata in tutti gli edifici pubblici dell'Impero austro-ungarico

Per sua iniziativa Spalato fu anche dotata di una piazza circondata da gallerie ispirate alle Procuratie di San Marco di Venezia, di una fontana monumentale (considerata, erroneamente, simbolo fascista, venne rasa al suolo dai nuovi poteri popolari jugoslavi nel 1947) e della diga foranea del porto. Iniziò anche la creazione della "Riva" (o lungomare) davanti al Palazzo di Diocleziano, divenuta negli anni la passeggiata principale della città.
Col crescere dell'atteggiamento filocroato di Vienna, Bajamonti reagì con memorabili discorsi al Parlamento di Vienna. Il governo austriaco tentò allora di allontanare Bajamonti mediante l'offerta di una prestigiosa carriera consolare, ma ottenne un rifiuto. Fu così che, approfittando di un tumulto, nel 1880 fu sciolto il consiglio comunale e nominato un commissario al posto di Bajamonti.

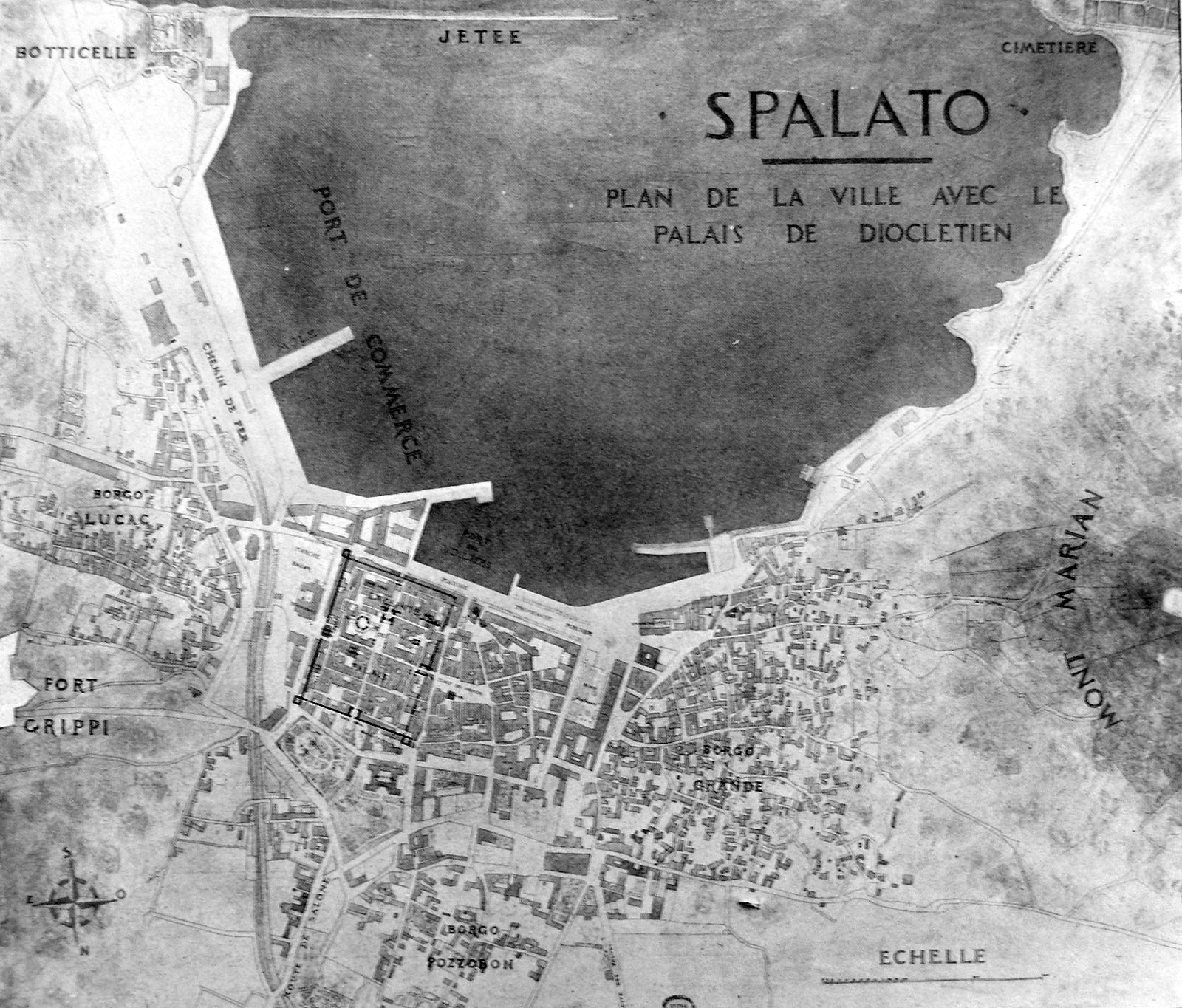
Spalato nel 1912 in una delle ultime mappe che riportavano i toponimi spalatini in lingua italiana. Si notano i quartieri con nomi italiani: Borgo Grande, Borgo Pozzobon, Borgo Lucac, Botticelle

Nel biennio seguente lo scontro politico tra i partiti filocroati e filoitaliani giunse alla sua acme, e fu in un clima di aperta tensione che nel 1882 il Partito Autonomista di Bajamonti perse le elezioni, venendo eletto al suo posto per la prima volta nella storia della città un sindaco croato del Partito Popolare, l'avvocato Dujam Rendić-Miočević. Da quel momento i partiti filocroati seppero mantenere il potere politico in città, con l'aperta complicità del governo centrale, e l'influenza culturale italiana declina progressivamente: Bajamonti fu difatti l'ultimo sindaco italiano di Spalato.
La presa di coscienza dell'identità croata e il crescente afflusso di croati alloctoni da altre zone della Croazia, fece regredire anche l'uso dell'italiano, che pur conservò notevole prestigio per tutto il periodo austriaco ed ebbe un certo suo rilievo fino alla fine della seconda guerra mondiale. Pure i censimenti furono ampiamente manipolati , tanto che tra il 1880 ed il 1890, la comunità italiana riportatavi si ridusse di oltre il 90%, passando da essere la maggioranza della popolazione della città di Spalato a essere una piccola minoranza.
Nel 1909 la lingua italiana venne vietata in tutti gli edifici pubblici e gli italiani furono ufficialmente estromessi dalle amministrazioni comunali. Quindi anche Spalato fu coinvolta nel processo di croatizzazione della Dalmazia avvenuto durante la dominazione austroungarica. Queste ingerenze, insieme ad altre azioni di favoreggiamento al gruppo etnico slavo ritenuto dall'impero più fedele alla corona, esasperarono la situazione andando ad alimentare le correnti più estremiste e rivoluzionarie.

### L'annessione alla Jugoslavia

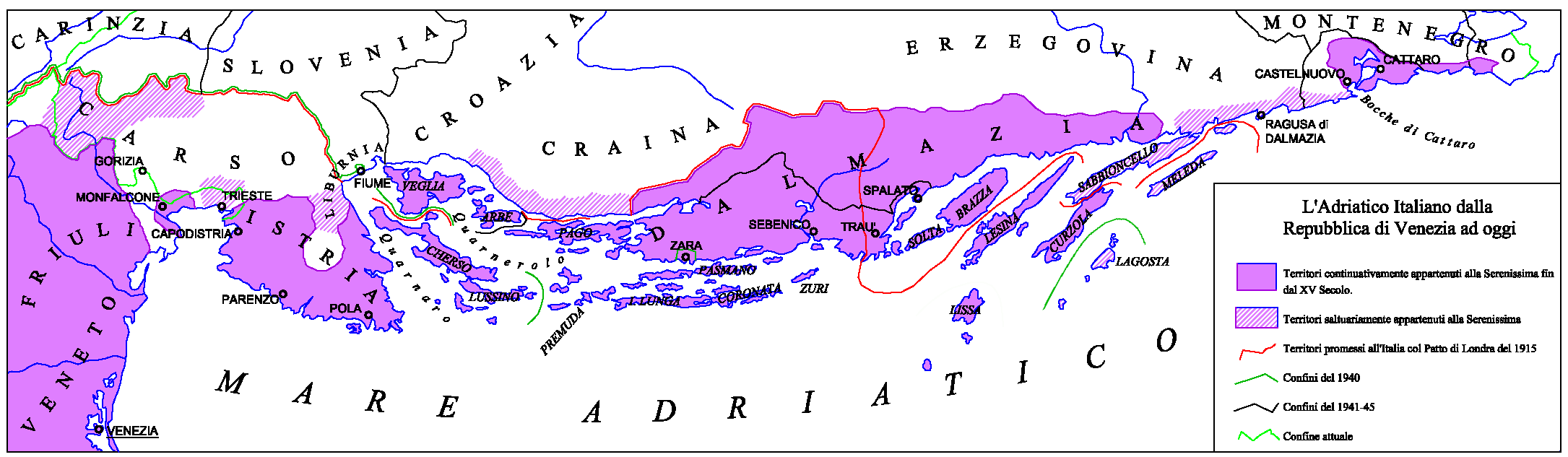
Cartina della Dalmazia e della Regione Giuliana coi confini previsti dal Patto di Londra (linea rossa) e quelli invece effettivamente ottenuti dall'Italia (linea verde). In fucsia sono invece indicati gli antichi domini della Repubblica di Venezia

Dopo la prima guerra mondiale le truppe italiane occuparono militarmente la parte della Dalmazia promessa all'Italia dal Patto di Londra, accordo segreto firmato il 26 aprile 1915, che venne stipulato tra il governo italiano e i rappresentanti della Triplice Intesa, con cui l'Italia si impegnò a scendere in guerra contro gli Imperi Centrali in cambio di cospicui compensi territoriali in seguito non completamente riconosciuti nel successivo trattato di Versailles, che fu invece firmato alla fine del conflitto.

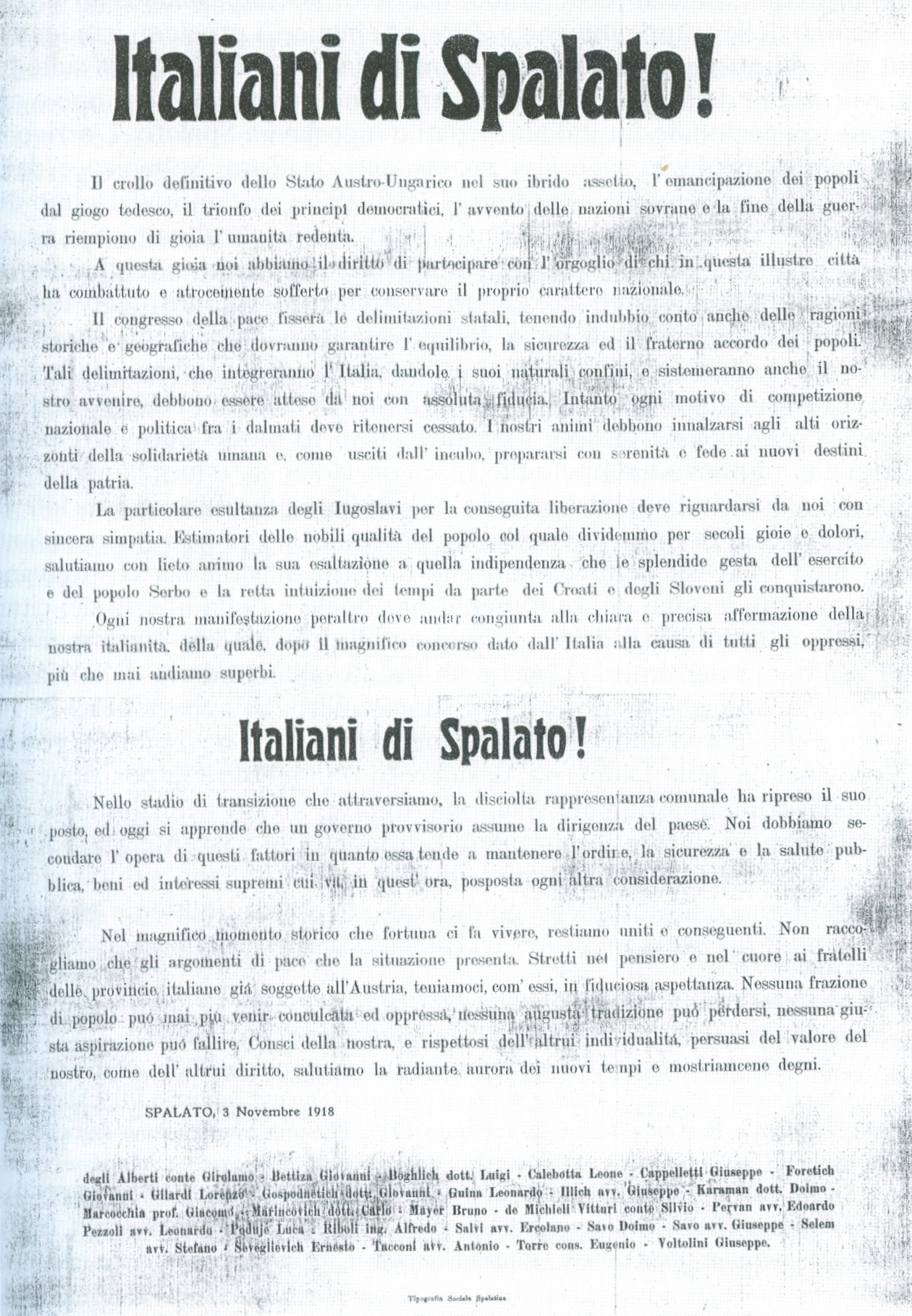
Il manifesto per gli italiani di Spàlato, affisso dal Fascio Nazionale cittadino il 3 novembre 1918

La regione divenne quindi oggetto di un'aspra contesa, che da parte italiana fu espressa politicamente il 3 novembre 1918 dal manifesto per gli italiani di Spàlato, affisso dal Fascio nazionale italiano di Spàlato, sede cittadina dell'organizzazione politica fondata poco prima della fine della guerra comprendente popolari e liberali delle terre irredente italiane trentine, giuliane e adriatiche:
(Manifesto per gli italiani di Spàlato, 3 novembre 1918)
Le rimostranze dell'etnia italiana si espressero ufficialmente anche nella forma di una petizione per l'incorporazione di Spàlato nel Regno d'Italia, che venne resa da una raccolta di 8 000 firme tra la popolazione spalatina, che all'epoca ammontava a circa 17 000 abitanti complessivi.
Con il passare dei mesi, a Spàlato, si acuì all'estremo la tensione fra l'elemento italiano e la maggioranza alloctona croata. Un chiaro esempio di tensione etnica tra italiani e slavi furono gli incidenti di Spalato, ovvero una serie di episodi violenti a carattere prevalentemente antitaliano che si verificarono a Spalato fra il 1918 e il 1920 e che culminarono con gli assassini del comandante della nave della Regia Marina italiana Puglia Tommaso Gulli e del suo motorista Aldo Rossi, che furono assaliti la sera dell'11 luglio 1920 e che perirono nel corso della notte.
Tuttavia l'Italia, nel corso della conferenza di pace di Parigi del 1919, decise di non rivendicare Spàlato, al fine di ottenere la parte di Dalmazia promessale dal patto di Londra, ovvero quella settentrionale (Spàlato si trovava infatti nella Dalmazia meridionale). Non di meno, nel corso della conferenza, venne anche avanzata la proposta di creare uno Stato dalmata indipendente di cui Spàlato avrebbe fatto parte.
Il trattato di Rapallo del 1920 assegnò poi Spàlato al Regno dei Serbi, Croati e Sloveni, poi diventato Regno di Jugoslavia, con il nome di Split. Il nome italiano Spalato non fu più ufficialmente utilizzato da allora, con il nome croato Split che iniziò a comparire in modo esclusivo in tutti gli ambiti ufficiali.
Con l'annessione della maggior parte della Dalmazia al Regno dei Serbi, Croati e Sloveni, si verificò l'esodo di una parte consistente degli italiani ed italofoni della Dalmazia, tra cui gli spalatini italiani, verso Zara, Lagosta (invece annesse al Regno d'Italia) e verso la penisola italiana stessa. 

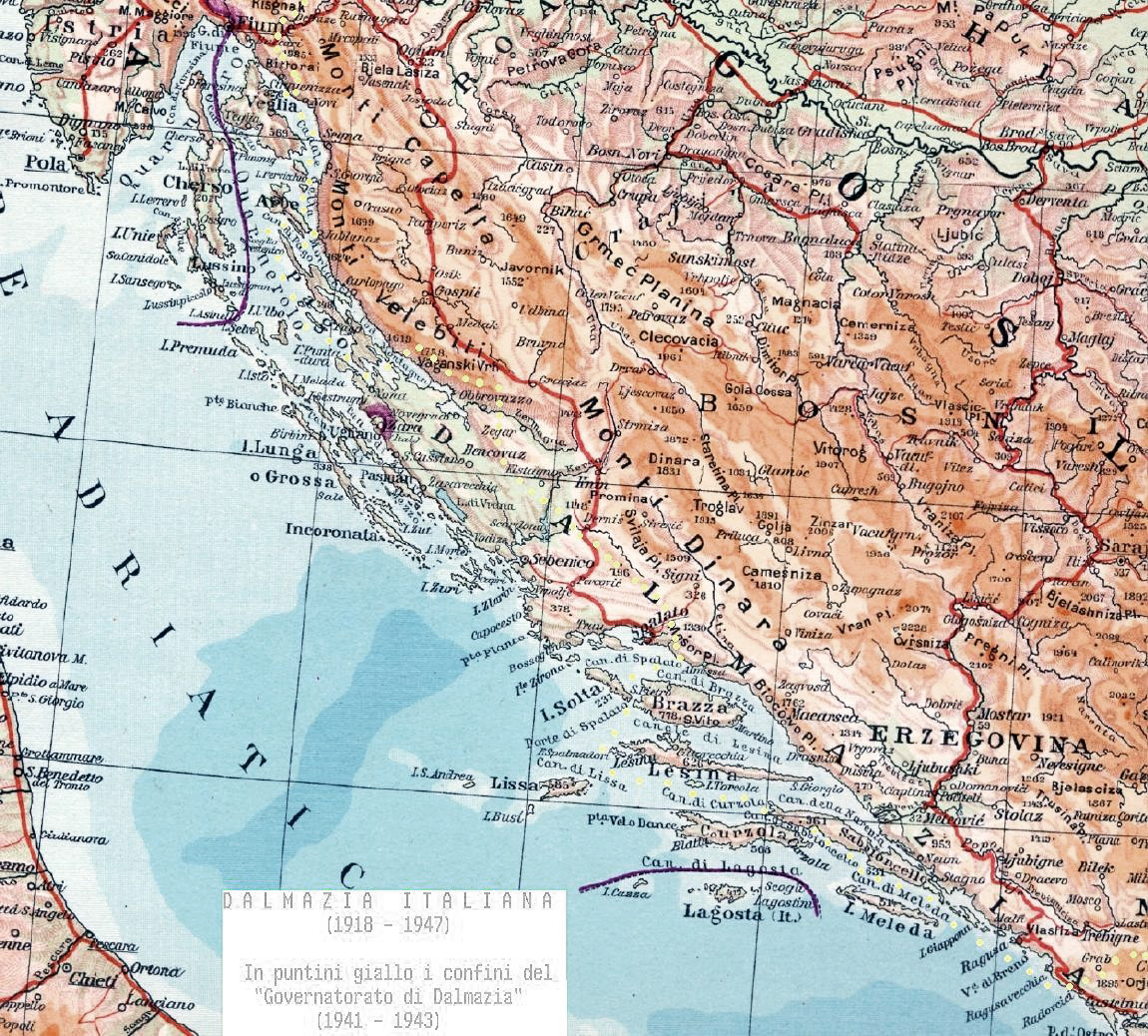
Mappa della Dalmazia italiana. In viola i confini del Regno d'Italia tra il 1918 ed il 1947, con le isole di Cherso e Lussino vicino all'Istria, la provincia di Zara al centro e le isole di Lagosta e Cazza a sud. In giallo sono invece segnati i confini del Governatorato della Dalmazia tra il 1941 ed il 1943, durante la seconda guerra mondiale.

Ai dalmati italiani rimasti – diverse decine di migliaia concentrati prevalentemente a Veglia, Sebenico, Spàlato, Traù, Ragusa e in alcune isole – fu concesso il diritto di richiedere la cittadinanza italiana rinunciando a quella jugoslava grazie ad alcune clausole contenute nel trattato di Rapallo (1920), che consentiva loro di rimanere nel Regno dei Serbi, Croati e Sloveni senza dover emigrare verso l'Italia. Le istituzioni scolastiche italiane vennero poi ulteriormente ridotte, ma la comunità italiana residua riuscì comunque a sopravvivere culturalmente.
Dato che le altre tre città della costa giuliano-dalmata aventi un importante porto (Trieste, Fiume e Zara) erano state annesse al Regno d'Italia, Spàlato divenne il principale scalo portuale del Regno di Jugoslavia. La ferrovia della Lika, che collegava Spàlato al resto della Jugoslavia, venne poi completata nel 1925 con l'obiettivo di fornire alla città un'importante infrastruttura al servizio di Spàlato e del suo porto. Nel 1929 Spàlato divenne sede della nuova banovina del Litorale. Dieci anni dopo, con l'accordo Cvetković-Maček, entrò a far parte della nuova banovina di Croazia.

### L'annessione all'Italia
Il 15 aprile 1941, dopo l'invasione della Jugoslavia, operazione militare della seconda guerra mondiale, Spàlato fu occupata dal Regio Esercito italiano. Un mese dopo, in occasione della firma del Trattato di Roma, che avvenne il 18 maggio 1941 e che comprendeva anche le clausole che istituivano lo Stato Indipendente di Croazia, Spàlato venne annessa assieme a Cattaro al nuovo Governatorato della Dalmazia, divisione amministrativa del Regno d'Italia.

Mappa del Governatorato della Dalmazia, con segnate la provincia di Zara (in verde), la provincia di Spalato (in arancio) e la provincia di Cattaro (in rosso scarlatto)

La provincia di Spalato, che fu ufficialmente istituita il 20 maggio 1941, quindi due giorni dopo la costituzione del Governatorato della Dalmazia, comprendeva, oltre alla città di Spàlato, la limitrofa cittadina di Traù, oltre alle isole di Solta (amministrata dall'unico comune di Solta), Lissa (comprendente i comuni di Lissa e Comisa), Curzola (con i comuni di Curzola, Blatta, Lombarda, Smoquizza e Vallegrande), Lagosta (amministrata dall'unico comune di Lagosta), Cazza (amministrativamente appartenente al comune di Lagosta), Pelagosa (amministrativamente appartenente al comune di Comisa) e Meleda (amministrata dall'unico comune di Meleda).
La composizione etnica nel Governatorato della Dalmazia era costituita, a fronte di 390 000 abitanti totali, da 5 000 italiani, 90 000 serbi e 280 000 croati.
Spàlato divenne presto un centro di resistenza antifascista, con il primo gruppo di resistenza armata che venne organizzato il 7 maggio 1941. Questo primo distaccamento d'attacco, formato da 63 membri (Prvi udarni odred, it. "prima squadra partigiana"), fece da base per le successive formazioni, tra cui il primo distaccamento partigiano di Spàlato.
Tra settembre e ottobre 1941 dieci funzionari italiani furono assassinati dai partigiani spalatini. Il 12 giugno 1942 una folla che includeva anche soldati italiani devastò la sinagoga della città, attaccando gli ebrei e saccheggiando sessanta abitazioni ebraiche.
Le locali squadre di calcio si rifiutarono di competere nel campionato italiano. L'Hajduk Spalato e l'RNK Spalato sospesero le loro attività sportive ed entrambe le squadre aderirono alla lotta partigiana insieme a tutto il personale. L'Hajduk Spalato diventò poi il club di calcio ufficiale del movimento partigiano spalatino.

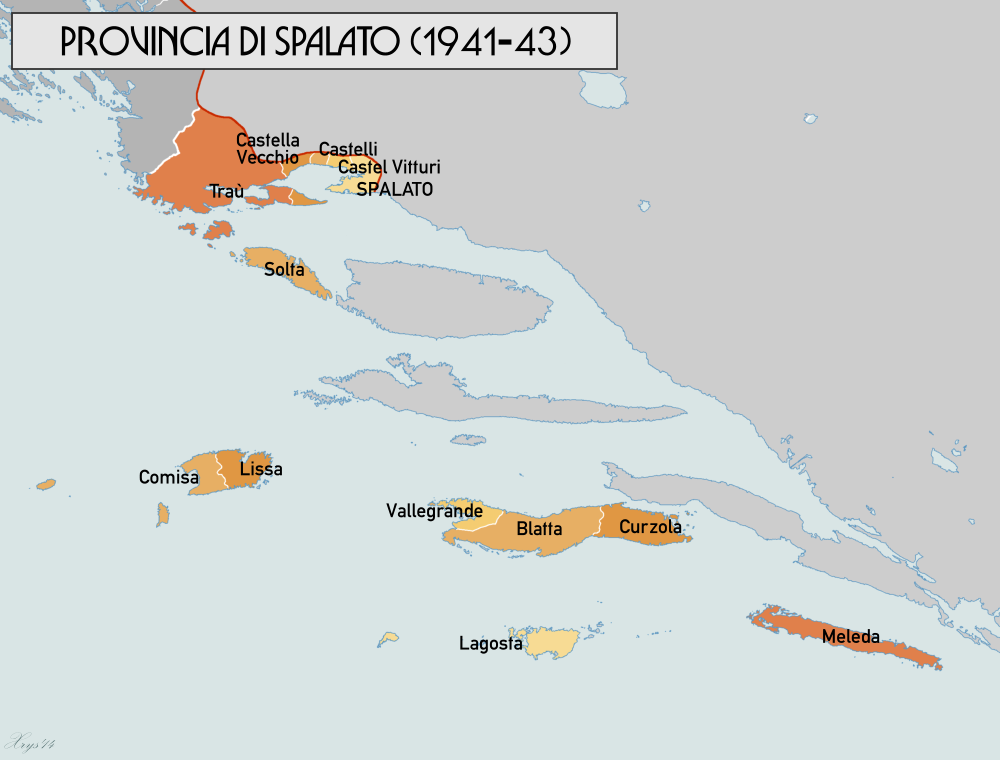
La Provincia di Spalato (1941-43) all'interno del Governatorato della Dalmazia

Con la caduta del fascismo, che avvenne il 25 luglio 1943, il personale amministrativo del Governatorato della Dalmazia, giunto dalla penisola italiana nel 1941, e le organizzazioni politiche italiane iniziarono a sfollare. Al proclama Badoglio dell'8 settembre 1943, che segnò l'entrata in vigore dell'armistizio di Cassibile, con il quale il Regno d'Italia cessò le ostilità verso gli Alleati durante la seconda guerra mondiale e l'inizio di fatto della resistenza italiana contro il nazifascismo, seguì la soppressione, il 19 agosto 1943, del Governatorato della Dalmazia.
Subito dopo Spàlato fu occupata dalle brigate di Josip Broz Tito, con migliaia di persone che si arruolarono volontarie tra i partigiani jugoslavi (fino a un terzo della popolazione totale, secondo alcune fonti). Il 26 settembre 1943, dopo una vana resistenza, i partigiani furono costretti a ritirarsi a causa dell'avanzata nazista, con le autorità tedesche che posero poi Spàlato sotto l'autorità dello Stato Indipendente di Croazia.
La 15ª Divisione fanteria "Bergamo", di stanza a Spàlato e precedentemente impegnata nella lotta antipartigiana, in quel frangente appoggiò in massima parte i partigiani, e combatté in condizioni psicologiche e materiali difficilissime contro le truppe naziste, fra le quali la divisione della Waffen SS Prinz Eugen.
A Spàlato, e negli immediati dintorni, erano concentrati circa 13 000 militari italiani. A Spàlato viveva la più numerosa comunità autoctona italiana della Dalmazia – esclusa Zara – con oltre un migliaio di italiani e circa duemila fra funzionari, insegnanti, portuali, ferrovieri, oltre alle loro famiglie che erano giunte dalla penisola italiana nel 1941, in occasione dell'istituzione del Governatorato della Dalmazia.

Un momento dell'incontro calcistico Rigo - Spalato del 10 aprile 1932, che terminò 5 a 4

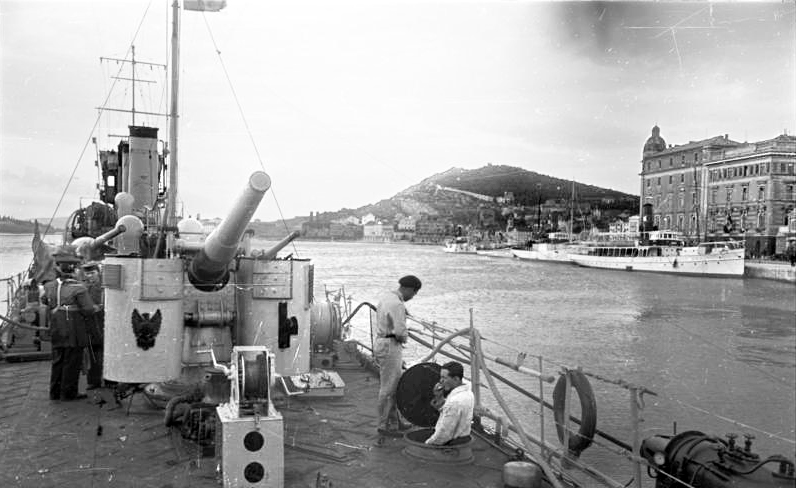
Nave della Regia Marina italiana nel porto di Spalato dopo l'annessione all'Italia del 1941

Le prime notizie dell'armistizio di Cassibile crearono una grande confusione lasciando i soldati italiani stretti tra gli ex alleati tedeschi, che erano sodali con gli ustascia croati, e i vecchi nemici partigiani dell'Esercito Popolare di Liberazione della Jugoslavia.
Il generale Emilio Becuzzi cercò un accordo con i 2 000 partigiani dell'Esercito Popolare di Liberazione della Jugoslavia, inquadrati nella Milizia Volontaria Anti Comunista, al comando del maggiore serbo Pavasović, invitando una loro delegazione per stabilire le prime basi di un accordo per uscire dallo stallo.
I partigiani jugoslavi, resisi conto dell'incertezza del comando italiano, iniziarono a disarmare i militari italiani e a saccheggiare i magazzini. Vista l'impossibilità di contrastare i tedeschi, Emilio Becuzzi decise cedere le armi ai partigiani e di far sbandare la divisione da lui comandata, la già citata 15ª Divisione fanteria "Bergamo", accordando agli jugoslavi la possibilità di reclutare volontari italiani. Il 12 settembre infine ordinò la consegna delle armi ai partigiani jugoslavi, che sarebbe dovuta avvenire il giorno successivo.
In contrasto con gli accordi sottoscritti il 12 settembre, furono affissi manifesti in cui si invitava la popolazione a segnalare i militari italiani che avessero preso parte a rappresaglie contro i partigiani. In seguito a questo evento, l'atteggiamento dei soldati italiani cambiò, con parte dell'armamento individuale fu gettato in mare pur di non essere consegnato, e molti automezzi furono ribaltati mentre quasi tutti i cannoni furono resi inservibili.
Il 17 settembre Emilio Becuzzi ebbe un nuovo incontro con i capi partigiani a Castel Vitturi alla presenza del maggiore Frederick William Deakin, capo della missione di collegamento britannica paracaduta in Jugoslavia nel maggio 1943 per entrare in contatto con i partigiani di Tito. Ottenuto il restringimento del campo delle accuse, Emilio Becuzzi acconsentì alla consegna di undici militari definiti dai partigiani "criminali di guerra". A partire dal 19 settembre iniziò la repressione anti-italiana con fucilazioni presso il cimitero di San Lorenzo e nelle campagne vicine. Particolarmente colpita fu la questura di polizia di Spàlato, che ebbe 41 dispersi di cui parte fu poi rinvenuta in fosse comuni.

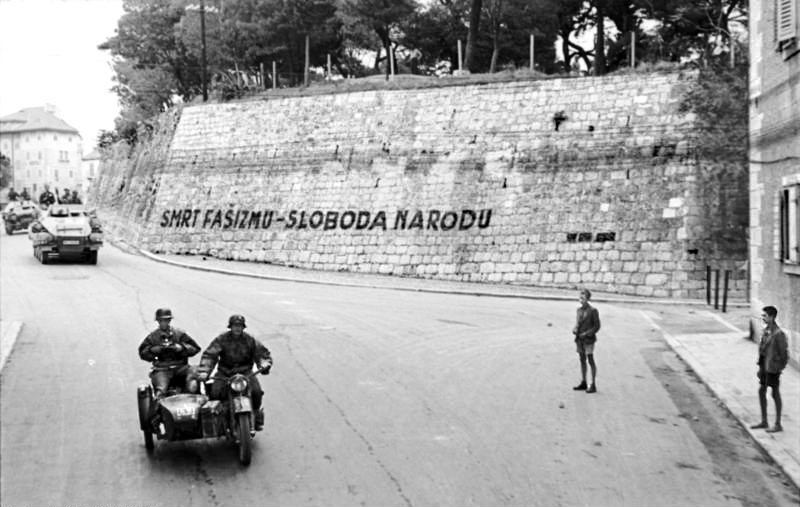
Tedeschi a Spalato nel 1943. Il graffito legge il motto partigiano jugoslavo, Morte al fascismo, libertà al popolo.

Stemma socialista di Spàlato. Introdotto nel 1967, si basava sullo stemma medievale della città.

Il 22 settembre da Bari, che faceva parte del Regno d'Italia cobelligerante con gli Alleati, giunsero a Spàlato quattro navi cariche di materiale bellico da consegnare ai partigiani. Emilio Becuzzi prese posto sulla torpediniera Aretusa lasciando circa ottomila soldati della 15ª Divisione fanteria "Bergamo" a Spàalato.. Il 25 settembre i partigiani abbandonarono Spàlato temendo di rimanere circondati dai tedeschi della 7. SS-Freiwilligen-Gebirgs-Division "Prinz Eugen" che a marce forzate si stava avvicinando alla città.
Spezzata la resistenza dei partigiani e della 15ª Divisione fanteria "Bergamo", i tedeschi sottoposero il corpo ufficiali della divisione italiana ad una decimazione con l'accusa di alto tradimento. Dopo un procedimento sommario, tre generali (Salvatore Pelligra, Angelo Policardi e Alfonso Cigala Fulgosi) e quarantotto ufficiali italiani vennero trasportati nella vicina località di Treglia (in croato Trilj) e ivi fucilati.
Questa strage è conosciuta come massacro di Treglia. Le salme vennero poi rimpatriate negli anni cinquanta e sepolte al Sacrario Militare del Lido di Venezia. Durante il periodo di occupazione ustascia-nazista vennero sistematicamente distrutti tutti i simboli che in qualche modo collegassero Spàlato all'Italia, compresi parecchi "Leoni di San Marco" del periodo veneziano.
Oltre ai bombardamenti nazi-fascisti, la città fu anche bombardata dagli Alleati, causando centinaia di morti. I partigiani jugoslavi riconquistarono la città il 26 ottobre 1944 e la eressero a capitale provvisoria della Croazia liberata. Il 12 febbraio 1945 la Kriegsmarine condusse un raid sul porto di Spàlato, danneggiando l'incrociatore inglese Delhi.
Al termine della seconda guerra mondiale la comunità italiana di Spàlato si dissolse quasi completamente nell'ambito dell'esodo giuliano dalmata. Attualmente si contano in città circa una novantina di italiani, riuniti nella Comunità Italiana di Spàlato.

### Il ritorno alla Jugoslavia
Dopo la seconda guerra mondiale Spàlato entrò a far parte della Repubblica Socialista di Croazia, repubblica costitutiva della neonata Repubblica Socialista Federale di Jugoslavia. Durante il periodo socialista la città sperimentò un importante boom economico e demografico, con la fondazione di decine di nuove fabbriche e aziende, con la popolazione della città che triplicò tra il 1945 e il 1991. La città divenne il centro economico di un'area che superava i confini della Croazia e che fu segnata dall'inurbamento delle popolazioni rurali dall'entroterra spalatino, che trovarono occupazione in città grazie all'industrializzazione su larga scala della Jugoslavia, che fu promossa dagli investimenti pubblici del governo federale centrale.
La cantieristica navale di Spàlato diventò particolarmente avanzata tecnologicamente, con la costruzione di navi da crociera che divenne uno dei punti di forza dell'industria cantieristica croata raggiungendo una rilevanza mondiale. Nel periodo compreso tra il 1945 e il 1990 la città fu trasformata e ampliata, con l'espansione urbanistica che raggiunse i confini della penisola dove sorge Spàlato, il cui centro abitato occupò l'intera lingua di terra.
Nello stesso periodo Spàlato raggiunse un PIL e un livello di occupazione mai superato neppure nel XXI secolo, sviluppandosi in una delle principali città della federazione jugoslava. Spàlato diventò quindi polo d'attrazione economico oltre i confini della Croazia.
Molte strutture vennero costruite con fondi federali, in particolare per i Giochi del Mediterraneo del 1979, come lo stadio di Poljud. Il porto di Spàlato divenne il più grande della Jugoslavia, sia per quanto riguarda il traffico passeggeri che quello militare. Il governo jugoslavo lo fece sede del distretto militare costiero dell'esercito federale e dello stato maggiore della marina jugoslava. In questo contesto Spàlato raggiunse livelli occupazionali particolarmente elevati anche grazie alle commesse militari, con la città che si trasformò in un centro industriale assai avanzato.

### Nella Croazia indipendente

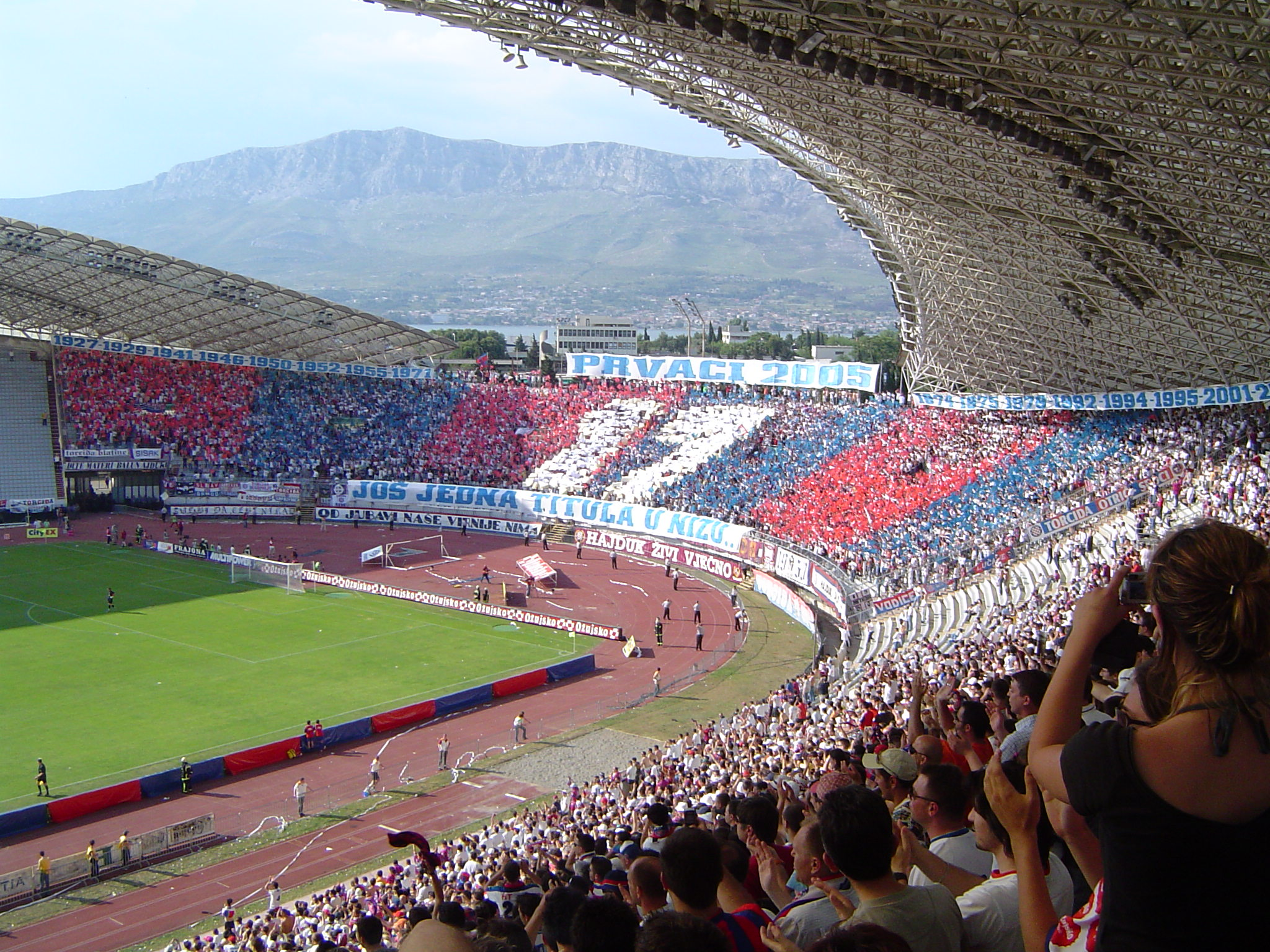
Lo stadio di Poljud, terreno di casa della squadra dell'Hajduk Spalato, dal design innovativo, fu costruito negli anni del regime socialista in occasione dei giochi del Mediterraneo del 1979. Inoltre, dal 2013, è sede del famoso Ultra Music Festival Europe

Dopo l'inizio della guerra d'indipendenza croata, che è datato giugno 1991, Spàlato entrò a far parte della moderna Croazia, che ottenne poi il riconoscimento ufficiale nel 1992, quando fece il suo ingresso nell'ONU. Durante le guerre jugoslave, che scoppiarono nel marzo del 1991 con la guerra d'indipendenza slovena e che portarono infine, con la perdita anche della Bosnia ed Erzegovina, alla formale dissoluzione della Jugoslavia (1992), Spàlato subì ingenti danni, che ebbero i prodromi con la guerra d'indipendenza croata. Quando la Croazia dichiarò l'indipendenza nel 1991, Spàlato ospitava una cospicua guarnigione di truppe dell'esercito jugoslavo, nonché le già citate sedi di istituzioni militari. Ciò portò a uno stallo di mesi tra le forze federali e quelle croate, con frequenti scontri casuali.
Degno di nota fu quello che capitò il 15 novembre 1991, quando la fregata leggera Split, in seguito a un incrocio casuale delle due forze armate antagoniste, iniziò a sparare un certo numero di colpi su Spàlato e sui suoi dintorni. I danni materiali furono limitati, ma si contarono alcuni morti. Tra i luoghi bombardati vi furono il centro storico, l'aeroporto di Spalato-Castelli e una parte disabitata delle colline sopra Castelli, che si trova tra l'aeroporto e la città. I marinai che si erano rifiutati di attaccare i civili, la maggior parte dei quali erano croati, furono sbarcati su scialuppe. L'esercito e la marina jugoslava evacuarono poi tutte le loro strutture presenti a Spàlato nel gennaio 1992.
Negli anni successivi alla fine della guerra la città conobbe una forte e duratura recessione economica. Solo dal XXI secolo Spàlato ha ritrovato un certo dinamismo economico e produttivo, soprattutto grazie al turismo, che è in costante crescita. Dall'essere solamente un nodo di transizione del traffico turistico, Spàlato è diventata una delle principali destinazioni dei turisti europei che scelgono la Croazia come destinazione. Spàlato ha poi conosciuto una fase urbanistica durante la quale sono stati edificati nuovi hotel, a cui si sono aggiunte nuove aree residenziali e diversi complessi destinati a ospitare uffici.
Molti progetti di sviluppo sono stati ripresi, e nuove infrastrutture sono state realizzate. Tra gli esempi più importanti di nuove strutture realizzate c'è la Spaladium Arena, che è stata costruita nel 2009. Negli ultimi anni la città sta godendo di un periodo di notevole espansione economica, legato anche all'ingresso della Croazia nell'Unione europea.
Dopo la dissoluzione della Jugoslavia c'è stato un timido risveglio della coscienza etnica dei dalmati italiani presenti a Spàlato e nel resto della Dalmazia.

## Monumenti e luoghi d'interesse
A Spàlato le architetture storiche più importanti sono il Palazzo di Diocleziano, la porta Aurea e la Cattedrale di San Doimo con il suo campanile. Spàlato inoltre è sede dell'arcidiocesi di Spalato-Macarsca, e nelle sue vicinanze sono notevoli le rovine romane dell'acquedotto di Diocleziano e quelle della città di Salona. Ad ovest di Spàlato si trova la storica località di Castelli, la cui baia separa la penisola di Spàlato dal Mar Adriatico.
La motivazione dell'inserimento nella lista dell'UNESCO del Complesso storico di Spalato con il Palazzo di Diocleziano è stata la seguente:
(Motivazione dell'inserimento del complesso storico di Spalato con il Palazzo di Diocleziano nella lista dei patrimoni dell'umanità dell'UNESCO)

### Architetture religiose
La cattedrale di San Doimo è la maggiore cattedrale cattolica, nonché la più antica del mondo ad avere ancora le strutture architettonicamente importanti risalenti all'epoca della sua costruzione. Originariamente era il mausoleo dell'imperatore Diocleziano, facente parte del Palazzo di Diocleziano, e come tale, è anch'esso Patrimonio dell'Umanità. L'antico mausoleo di Diocleziano è stato convertito in chiesa nell'VIII secolo.
La concattedrale di San Pietro apostolo ha avuto inizio nel dicembre del 1979 con la benedizione della prima pietra, portata dalla vecchia chiesa croata di San Pietro di Salona. È stata completata nel 1980. La benedizione del centro pastorale è stata celebrata nel 1983. La chiesa è stata elevata a concattedrale l'11 maggio 1987 per decisione della Santa Sede. Il 27 luglio dello stesso anno la chiesa è stata dedicata.

### Architetture civili
Il Palazzo di Diocleziano, con le sue mura, coincide con il nucleo originario del centro storico della città di Spalato. Si tratta di un imponente complesso architettonico fatto edificare dall'imperatore Diocleziano, molto probabilmente fra il 293 ed il 305, allo scopo di farne la propria dimora. Il palazzo oggi è quindi il centro storico della città di Spalato e numerose parti di esso sono state riusate nei secoli, permettendo la loro conservazione, seppure con le inevitabili manomissioni stratificate, fino ai giorni nostri come il mausoleo ottagonale dell'imperatore che è diventato l'attuale Duomo in epoca costantiniana. 

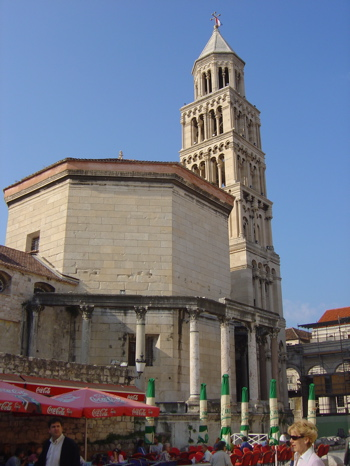
La cattedrale di San Doimo, simbolo principale della città

Nel 1979 il Palazzo di Diocleziano è stato iscritto dall'UNESCO nell'elenco di siti e monumenti del Patrimonio dell'umanità ed è stato restaurato in quello stesso anno. Importanti, da un punto di vista culturale, sono le cantine del Palazzo di Diocleziano, che sono costituite da grandi sale e da corridoi di grandi dimensioni che sono oggi utilizzate come spazio museale, la cui superficie corrisponde a un ottavo della superficie totale del palazzo.
Il Palazzo Ciprianis-Benedetti venne eretto nel 1394 per il nobile spalatino Cipriano de Ciprianis. Passò poi alla famiglia Benedetti nel 1860.

### Architetture militari

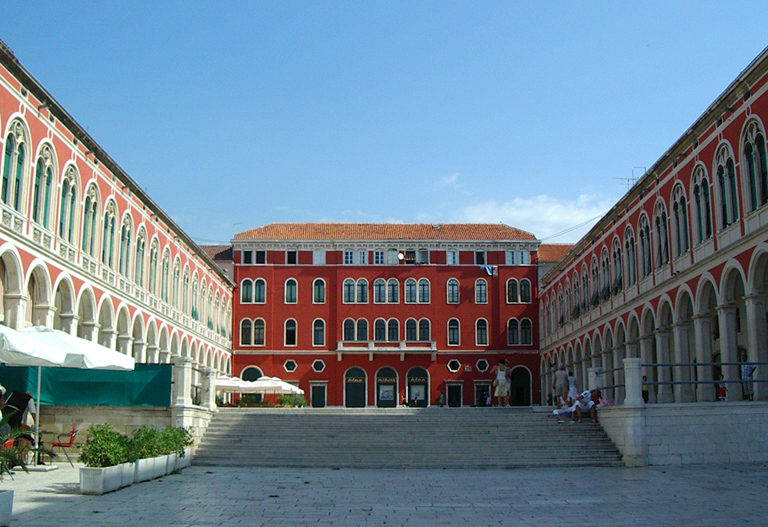
Scorcio di piazza della Repubblica a Spàlato

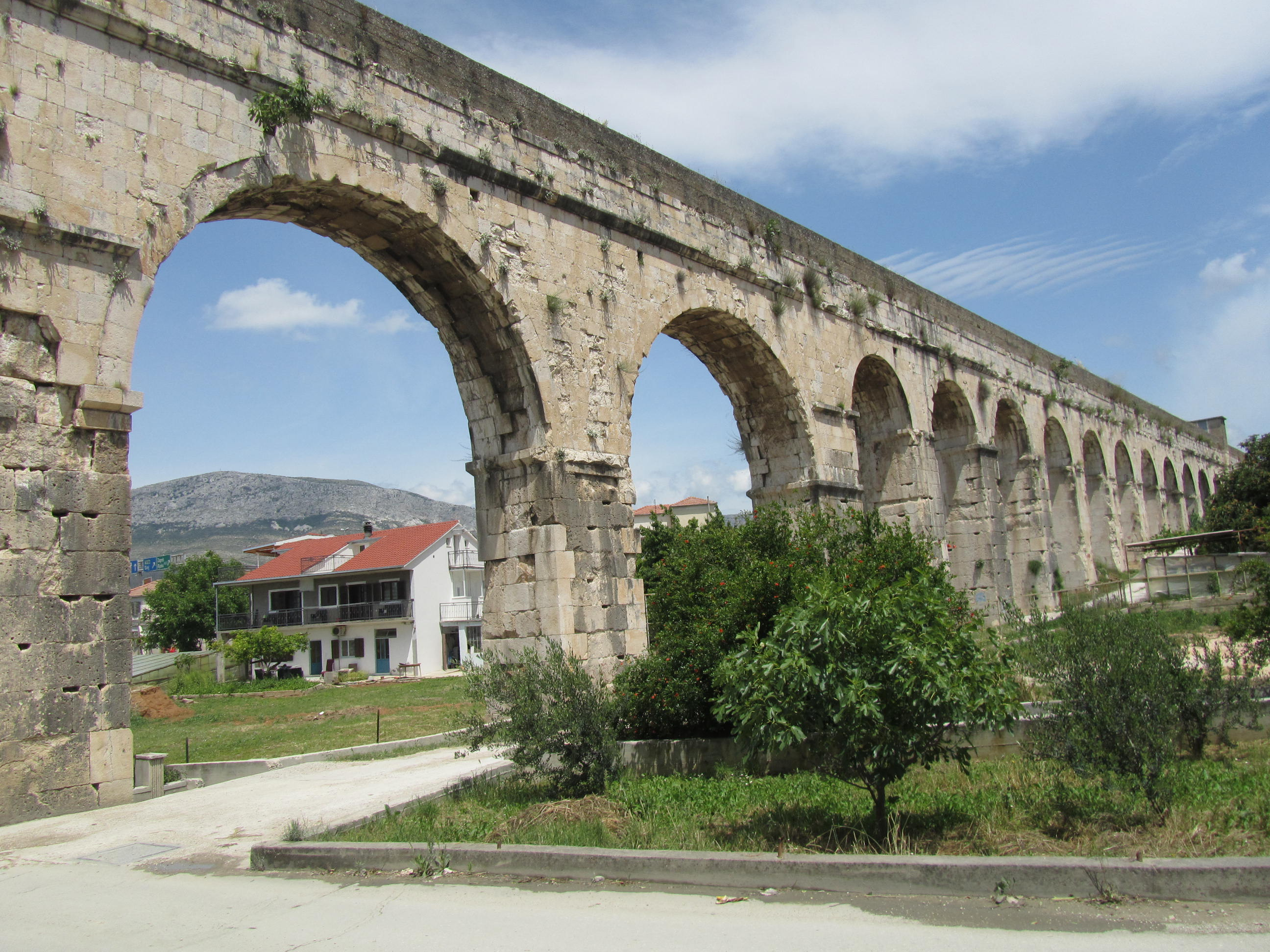
L'acquedotto di Diocleziano, che si trova vicino a Spàlato

La Porta Aurea è la principale porta monumentale dell'antica cinta muraria della città croata. Come il resto del centro storico, la porta faceva parte del palazzo di Diocleziano, edificato verso il 300 d.C. come residenza privata fortificata e divenuta in seguito, con le invasioni barbariche del IV secolo, vera e propria città quando vi si rifugiarono gli abitanti della vicina Salona.
La Porta Aurea era la più importante della città, posta sull'asse nord-sud e opposta all'affaccio sul mare. Come le altre due porte monumentali (Argentea e Ferrea) era affiancata da due torrioni a base ottagonale (oggi scomparsi), ma la sua decorazione era più ricca, con nicchie ai lati dell'arco di passaggio (probabilmente contenenti in antico statue) e sormontata da archetti su colonnine pensili (oggi delle colonne restano solo le mensole di base e i capitelli).
La fortezza Gripe è invece una fortificazione costruita nel XVII secolo per difendere Spàlato dall'Impero ottomano. Oggi in essa sono ospitati il museo marittimo croato e la sede spalatina dell'Archivio di Stato. Nell'Alto Medioevo Spàlato era difesa dalle mura del palazzo di Diocleziano, che risalivano all'epoca romana, ma l'espansione urbanistica del nucleo cittadino ha creato la necessità, nei secoli, di innalzare nuove fortificazioni, strutture militari il cui periodo di espansione maggiore si è registrata durante l'epoca medievale, vista la costante guerra, per il possesso di Spàlato, tra bizantini, veneziani, croati e ungheresi.

### Vie e piazze
Degna di nota, a Spàlato, è Piazza della Repubblica, prestigiosa piazza situata nel centro storico di Spàlato che è ubicata a ovest del Palazzo di Diocleziano. Usato come palcoscenico per eventi culturali, da quasi cinquant'anni è anche il luogo dove è organizzato annualmente il festival tradizionale di musica spalatina.

### Siti archeologici
L'acquedotto di Diocleziano è stato costruito durante l'epoca romana per rifornire d'acqua il palazzo dell'imperatore Diocleziano, che oggi racchiude il centro storico di Spàlato. Fu costruito tra la fine del III e l'inizio del IV secolo d.C nello stesso periodo in cui è stato costruito il Palazzo di Diocleziano. Preleva acqua dal fiume Jadro, a 9 chilometri a nord-est da Spàlato, trasportandola al Palazzo ad un dislivello di 13 metri.
Intorno alla metà del VI secolo l'acquedotto di Diocleziano venne distrutto durante l'invasione dei Goti e non funzionò per i successivi tredici secoli quando fu ricostruito tra il 1877 e il 1880 durante l'Impero austro-ungarico. La parte meglio conservata dell'acquedotto, che ha un'altezza massima di 16,5 metri una lunghezza di 180 metri, si trova vicino a Dujmovača, nei pressi di Salona.
Altro importante sito archeologico presente in città è il tempio di Giove di Spalato. Si trova nella parte occidentale del Palazzo di Diocleziano, al centro del complesso imperiale. È stato costruito alla fine del III secolo, al momento dell'edificazione del Palazzo di Diocleziano. Di fronte all'ingresso del tempio c'è una delle dodici sfingi portate dall'Egitto per ordine dell'imperatore Diocleziano.

## Società

### Evoluzione demografica
Abitanti censiti (migliaia):

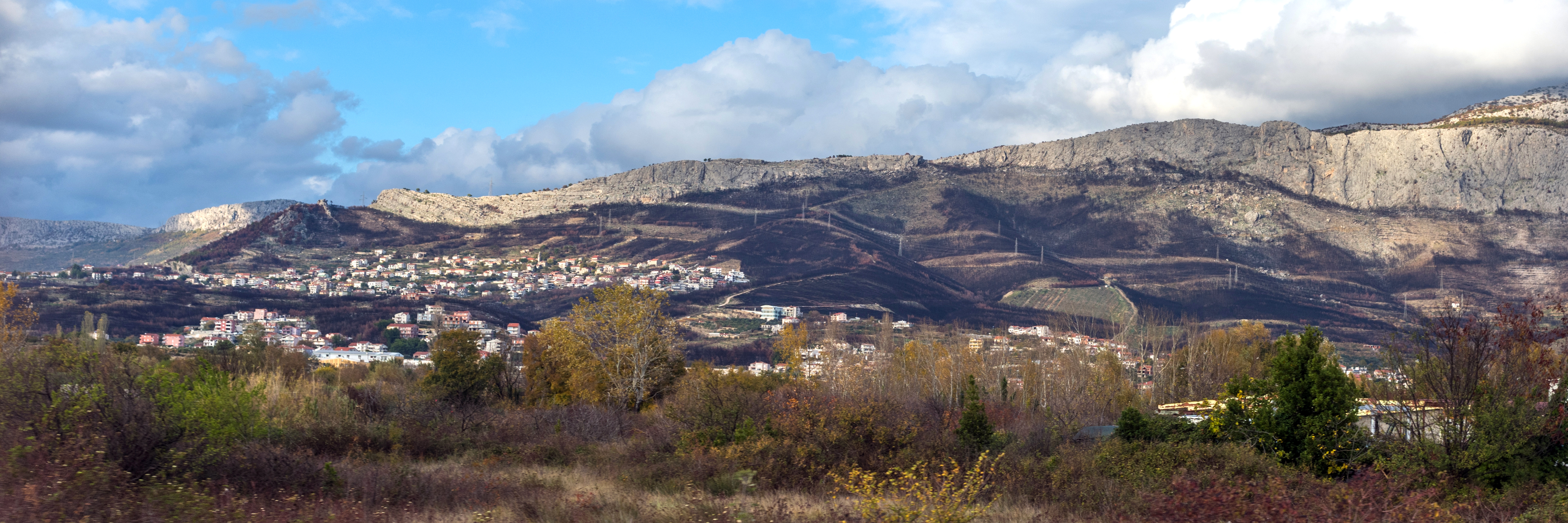
L'area urbana di Spàlato nel 2017, dopo il devastante incendio che colpì le aree boscose che la circondano

Secondo il censimento ufficiale croato del 2011, Spàlato raggiungeva i 178 102 abitanti, il 96,23% dei quali era di etnia croata. La sua vasta area urbana raggiungeva invece, sempre nel 2011, i 293 298 abitanti, popolazione che saliva a 346 314 abitanti se considerata l'intera area metropolitana.
In particolare, l'area urbana di Spàlato include gli okrug, suddivisione territoriale paragonabile ai circondari italiani, Seghetto, Traù, Castelli, Salona, Postrana, Punta Lunga e Almissa, a cui si aggiungono le località dell'area metropolitana Marina di Spalato, Primorschi-Dollaz, Bergamet, Lechievizza, Clissa, Dugopoglie, Dismo, Treglia e Signo.
La flessione demografica registrata dopo la guerra d'indipendenza croata fu principalmente causata da una crisi economica che fu originata dal ristagno dei traffici commerciali, che venne a sua volta causato dalla costante e duratura presenza delle operazioni di guerra nei dintorni della città.

### Etnie e minoranze straniere
Secondo il censimento ufficiale croato del 2001, dei 188 694 abitanti, il 95,15% era di etnia croata, mentre il restante 4,85% apparteneva ad altre nazionalità (bosniaci, montenegrini, sloveni, serbi ed italiani).

### La presenza autoctona di italiani

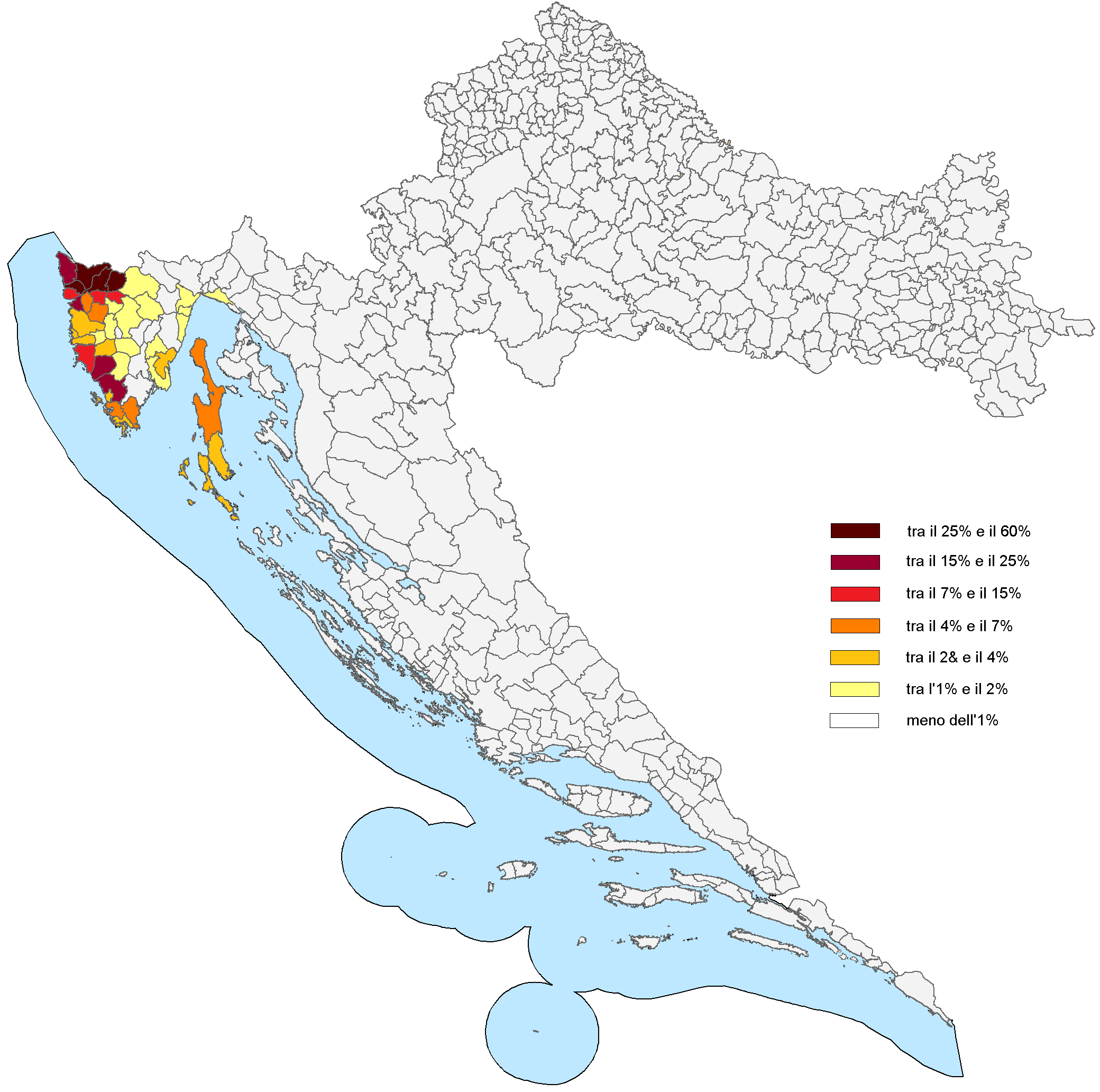
Mappa della Croazia del 2011 indicante i residenti di madrelingua italiana per città e comuni, registrati al censimento ufficiale croato

In città, nonostante le vicende storiche precedentemente descritte che ne hanno drasticamente diminuito il numero, è sopravvissuta una piccola minoranza autoctona italiana che dai primi anni novanta, subito dopo la dissoluzione della Jugoslavia e le guerre jugoslave, ha fondato nel 1992 la Comunità degli Italiani di Spalato Don Francesco Carrara e nel 2007 il Centro Ricerche Culturali Dalmate, con lo scopo di promuovere la cultura latina e veneta della Dalmazia. È stata aperta anche una sede della Società Dante Alighieri, anch'essa attiva in ambito culturale. Spalato era inoltre sede di un consolato italiano che era attivo nella tutela e valorizzazione della cultura e del patrimonio latino, veneto e italiano del territorio.
Secondo il linguista Matteo Bartoli, all'inizio delle guerre napoleoniche (1803), l'italiano era l'idioma parlato come prima lingua da circa il 33% della popolazione dalmata. Secondo il censimento austriaco del 1865 la percentuale dei dalmati italiani raggiungeva il 12,5% del totale nella regione.
Agli inizi dell'800 il centro storico era abitato in maggioranza da italiani, mentre i sobborghi erano popolati principalmente da slavi. La lingua più utilizzata era il locale dialetto veneto.
Secondo il censimento del 1880, nel distretto di Spalato vivevano 5310 italiani, 31186 croati e 301 tedeschi. Dei 5310 italiani la stragrande maggioranza era concentrata nella città di Spalato (escluse le frazioni), all'epoca popolata da 12 812 abitanti, costituendo quindi all'incirca il 40% della popolazione.
Nei successivi censimenti ufficiali dell'Impero austro-ungarico la popolazione della "lingua d'uso" (Umgangssprache) a Spalato (senza le frazioni) era la seguente:
- 1890: italiana 1 969 (12,5%), serbo-croata 12 961 (82,5%), tedesca 193 (1,2%), altre 63, totale 15 697.
- 1900: italiana 1 049 (5,6%), serbo-croata 16 622 (89,6%), tedesca 131 (0,7%), altre 107, totale 18 547.
- 1910: italiana 2 082 (9,7%), serbo-croata 18 235 (85,2%), tedesca 92 (0,4%), altre 127, stranieri 871, totale 21 407.

Se nel censimento austriaco del 1910 a Spalato vi erano 2 082 italiani (cioè il 7,6% della popolazione totale di 27 492 abitanti), nel 1941 (quando l'Italia annesse temporaneamente Spalato) ve ne restavano meno di un migliaio su un totale di quasi 40 000 abitanti totali. La presenza italiana è scomparsa quasi completamente dopo la seconda guerra mondiale in seguito all'esodo giuliano dalmata.
Oggi, secondo il censimento ufficiale croato del 2011, la comunità di madrelingua italiana è composta da 83 spalatini, pari allo 0,05% della popolazione.

### Lingue e dialetti
| %      | Ripartizione linguistica (gruppi principali) |
| ------ | -------------------------------------------- |
| 0,37%  | madrelingua bosniaca                         |
| 96,23% | madrelingua croata                           |
| 0,19%  | madrelingua slovena                          |
| 1,42%  | madrelingua serba                            |

### Religione
L'88,37% dei cittadini spalatini è cattolico, il 5,26% agnostico, il 2,12% ortodosso e lo 0,46% appartiene ad altre religioni, mentre il 3,78% non ha dichiarato la loro religione.

### Istituzioni, enti e associazioni
A Spàlato sono presenti le sedi di diversi importanti istituti, tra cui l'Istituto di Oceanografia e pesca, che è specializzato nella ricerca in ambito marino, l'Istituto agricolo adriatico e carsico, l'Istituto idrografico croato, l'Istituto teologico catechistico, l'Istituto francescano per la cultura della pace, l'Istituto mediterraneo per ricerca della vita e dall'Istituto di ingegneria civile croato.

## Cultura

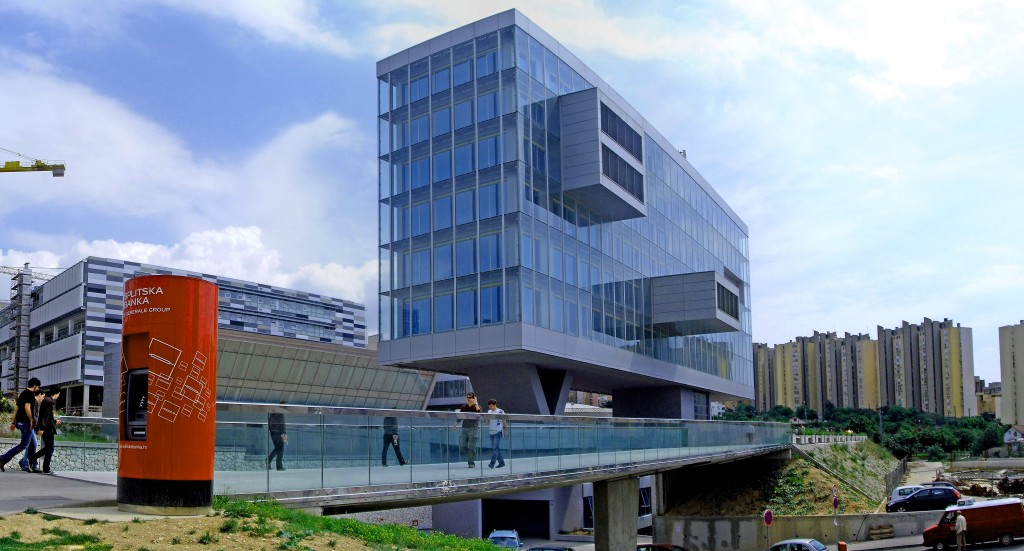
Scorcio dell'università di Spàlato

### Istruzione
A Spàlato sono presenti ventiquattro plessi scolastici di istruzione di primaria e ventitré istituti scolastici di istruzione secondaria nonché undici scuole di grammatica croata. Per quanto riguarda l'istruzione superiore, nella città dalmata è presente l'università di Spalato, che è stata fondata nel 1974 e che ha dodici facoltà che sono frequentate complessivamente da 26 000 studenti.

### Media
A Spàlato sono presenti diverse emittenti locali (TV Jadran, Mreža TV e Kanal 5) e alcune stazioni radio (HRT – Radio Split, Radio Dalmacija e Radio Sunce). Il più importante quotidiano stampato a Spàlato è Slobodna Dalmacija, che è diffuso nell'intera Dalmazia con le sue rotative di stampa che sono situate nella vicina Dugopoglie.

### Musei

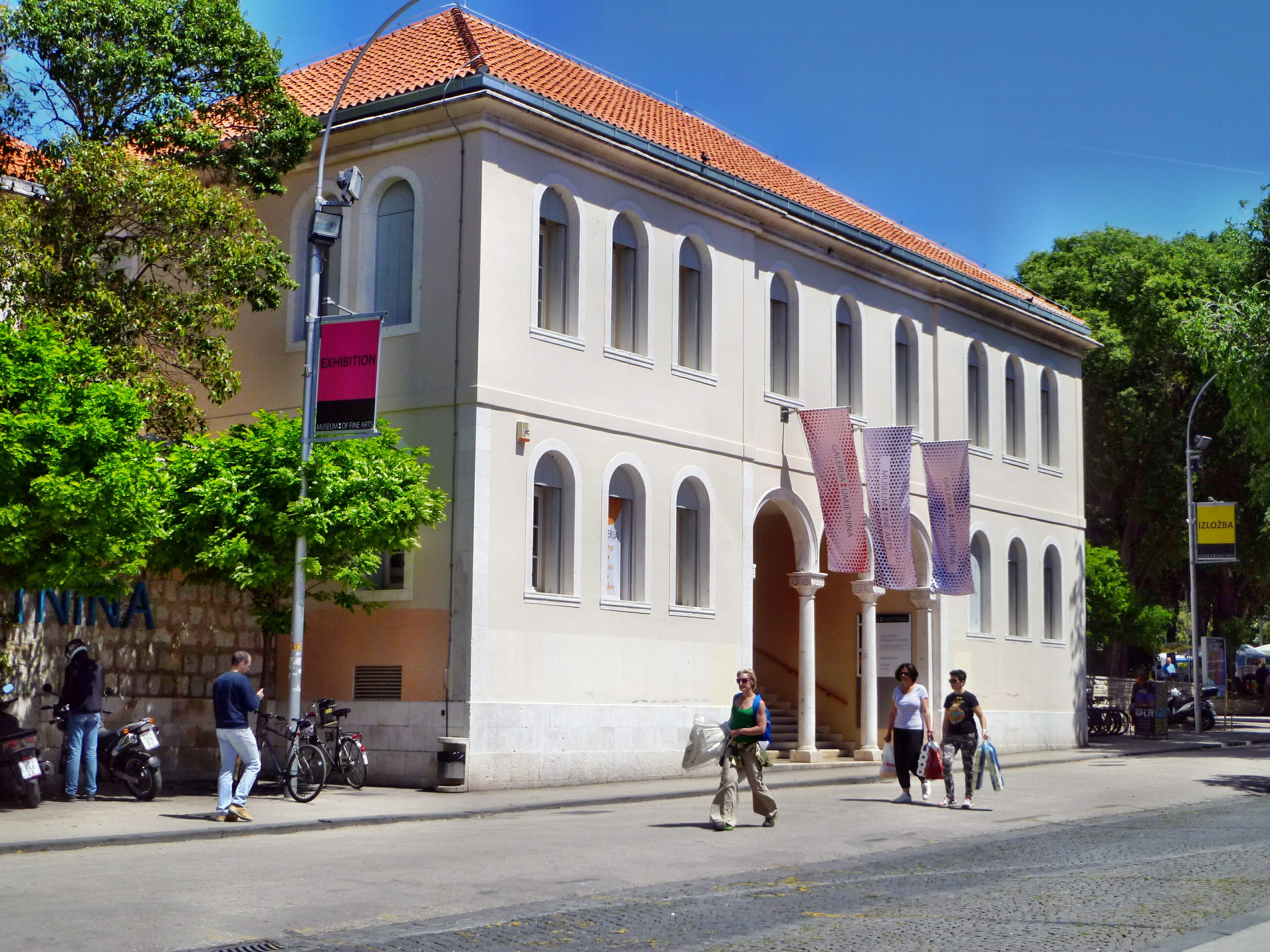
La sede del museo di belle arti di Spàlato

Uno dei musei più importanti della regione spalatino-dalmata è il Museo Archeologico di Spàlato, che ha tre sedi, una nella vicina Salona, che è quella più importante, e due sedi secondarie, una a Vid e una a Porto Narenta. Fondato nel 1820, possiede una collezione espositiva formata da circa 150 000 pezzi, la cui datazione è compresa tra la preistoria al Medioevo, passando dall'antica Grecia, dalla storia romana e dall'epoca paleocristiana.
Altro importante museo di Spàlato è il museo archeologico croato, che possiede una collezione formata da reperti ascrivibili al periodo medievale croato, databili dal VII al XV secolo. Nella città dalmata esiste anche il museo città di Spàlato, le cui collezioni sono formate da vari tipi di reperti relativi alla cultura cittadina spalatina, anche artistica.
Il museo etnografico di Spàlato è stato fondato nel 1910 ed ha collezioni relative a reperti etnografici trovati nell'intera Dalmazia. Il museo marittimo croato ha invece collezioni relative alla marina civile e militare croata, nonché alla storia militare navale ascrivibile dal Medioevo ai giorni nostri.
A Spàlato esistono anche il museo scientifico, provvisto anche di zoo, e un museo di belle arti, fondato nel 1931, le cui collezioni, dipinti e sculture, sono ascrivibili dal XIV secolo ai giorni nostri.

### Teatri
- Teatro nazionale croato

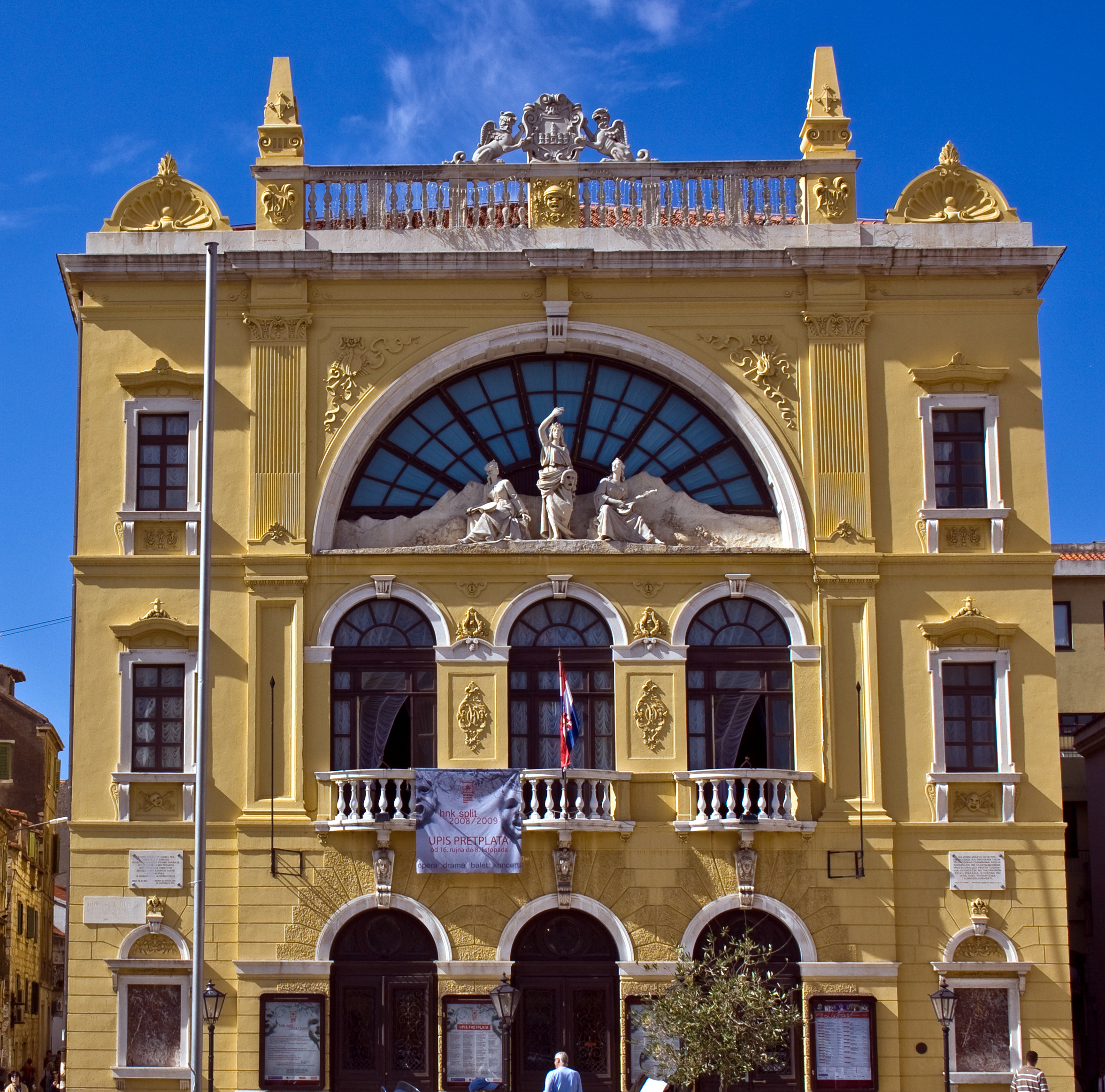
Teatro nazionale croato di Spalato

Inaugurato per la prima volta nel 1893 in continuazione alla ricca tradizione teatrale cittadina. Per la prima volta l'edificio fu ristrutturato nel 1920 mentre nel 1940 con una nuova ristrutturazione fu fondato il Teatro Nazionale Croato di Spalato, che comprendeva l'opera diretta da Oskar Jozefović, il Dramma diretto da Marko Fotez e il Balletto diretto da Ana Roje. 
- Teatro cittadino delle marionette
- Teatro cittadino dei giovani

### Musica
Spàlato è un importante riferimento per la musica popolare croata. Molti celebri compositori musicali croati sono nati a Spàlato, come Oliver Dragojević, Gibonni, Daleka Obala, Magazin, Severina, Dino Dvornik, Jasmin Stavros, Neno Belan, Goran Karan, Dražen Zečić, Doris Dragović, Jelena Rozga, Tutti Frutti, Siniša Vuco, Meri Cetinić e Petar Čulić.

### Eventi
Dal 2013 Spàlato è sede dell'Ultra Music Festival europeo, con 90 000 visitatori nella prima edizione che sono saliti a 125 000 nella successiva. Il picco di attività culturale musicale di Spàlato avviene durante la stagione estiva, dove spicca il festival musicale di Spàlato, che è seguito dal festival teatrale di Spàalato. Spàlato è anche un importante centro hip hop della musica croata grazie alla presenza, nel calendario di eventi culturali spalatini, del festival di Spalato.

## Geografia antropica

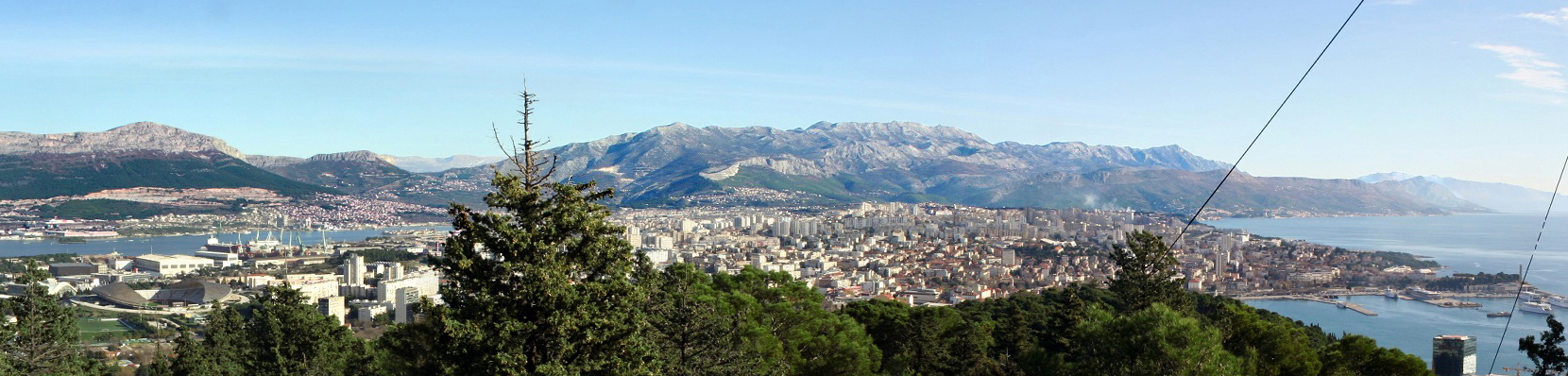
Panorama di Spàlato visto dalla sommità del Monte Mariano

### Urbanistica

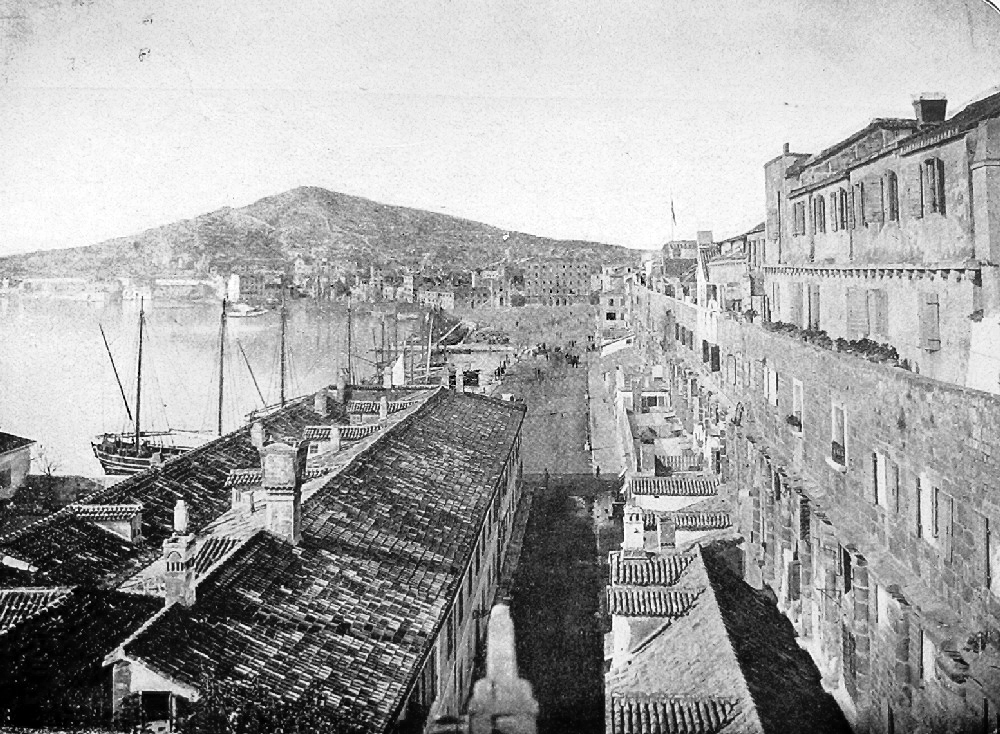
Il lungomare (chiamato Riva in lingua croata) di Spàlato nell'Ottocento, con il Monte Mariano sullo sfondo

La moderna municipalità di Spalato è nata nel 1952 in seguito alla fusione dell'antico centro abitato della città dalmata, costituente l'originario comune di Spalato, con i vari insediamenti limitrofi che si trovavano lungo i confini storici della città. A questa fusione se n'è aggiunta un'altra, avvenuta nel 1954, che ha coinvolto la cerchia successiva di insediamenti che si trovava più esternamente.
Nel 1962 avvenne un processo inverso, ovvero lo scorporo dei quartieri esterni di Spalato che tornarono a essere municipalità autonome. Spalato conobbe poi altri processi di accorpamento e scorporo che fecero raggiungere l'assetto definito al territorio comunale della città dalmata nel 1980, quando Spalato è diventata una delle otto maggiori città della Croazia grazie anche alla sua vasta area urbana.
Da un punto di vista urbanistico, le infrastrutture che hanno maggiormente portato all'espansione dell'agglomerato di Spalato, un tempo limitato solo alla città vecchia (avente la tipica struttura urbanistica delle città veneziane, che sono organizzate a calli e a sestieri), sono l'apertura dell'autostrada Zagabria-Metković, che ha fornito alla città un flusso veicolare organizzato aggirando la tortuosa viabilità basata sulle vie dell'antico centro storico e facilitando quindi la fluidità del traffico all'interno del centro abitato.
Al confine tra Spalato e Dugopoglie è stata realizzata una vasta zona industriale grazie all'approvazione di un nuovo piano regolatore, avvenuta nel 2005, che è stato il primo che ha coinvolto estensivamente l'impianto generale della città. Ciò ha portato anche a un'importante crescita economica, che ha coinvolto l'intera urbana di Spalato.

### Suddivisioni amministrative
Il territorio comunale di Spàlato (avente, nel 2001, 178 102 abitanti) è suddiviso in sette comitati locali (Mjesni odbori) di seguito elencati. Tra parentesi il nome in lingua italiana, generalmente desueto.
- Kamen (Sasso[81]): 1.769[79] ab.
- Donje Sitno: 313[79] ab.
- Gornje Sitno: 392[79] ab.
- Slatine: 1.106[79] ab.
- Srinjine (Srignine[82]): 1.201[79] ab.
- Stobreč (Strobez[83] o Strobezio[84]): 2.978[79] ab.
- Žrnovnica (Xernovnizza[85]): 3.222[79] ab.

### Suddivisioni storiche
Spàlato è suddivisa nelle seguenti venticinque circoscrizioni, che corrispondono agli storici quartieri (Gradski kotari) della città dalmata. Tra parentesi il nome in lingua italiana, generalmente desueto.
- Bačvice (Botticelle[87])
- Blatine-Škrape (Lo Stagno-La Scrappa)
- Bol (Vallo)
- Brda (I Colli)
- Grad (Città Vecchia-Città Nuova)
- Kman (Caprario o Cabàn)
- Kocunar (Cazzana)
- Lokve (Làcoli o San Pietro degli Stagni)

- Lovret (Lovretti[88])

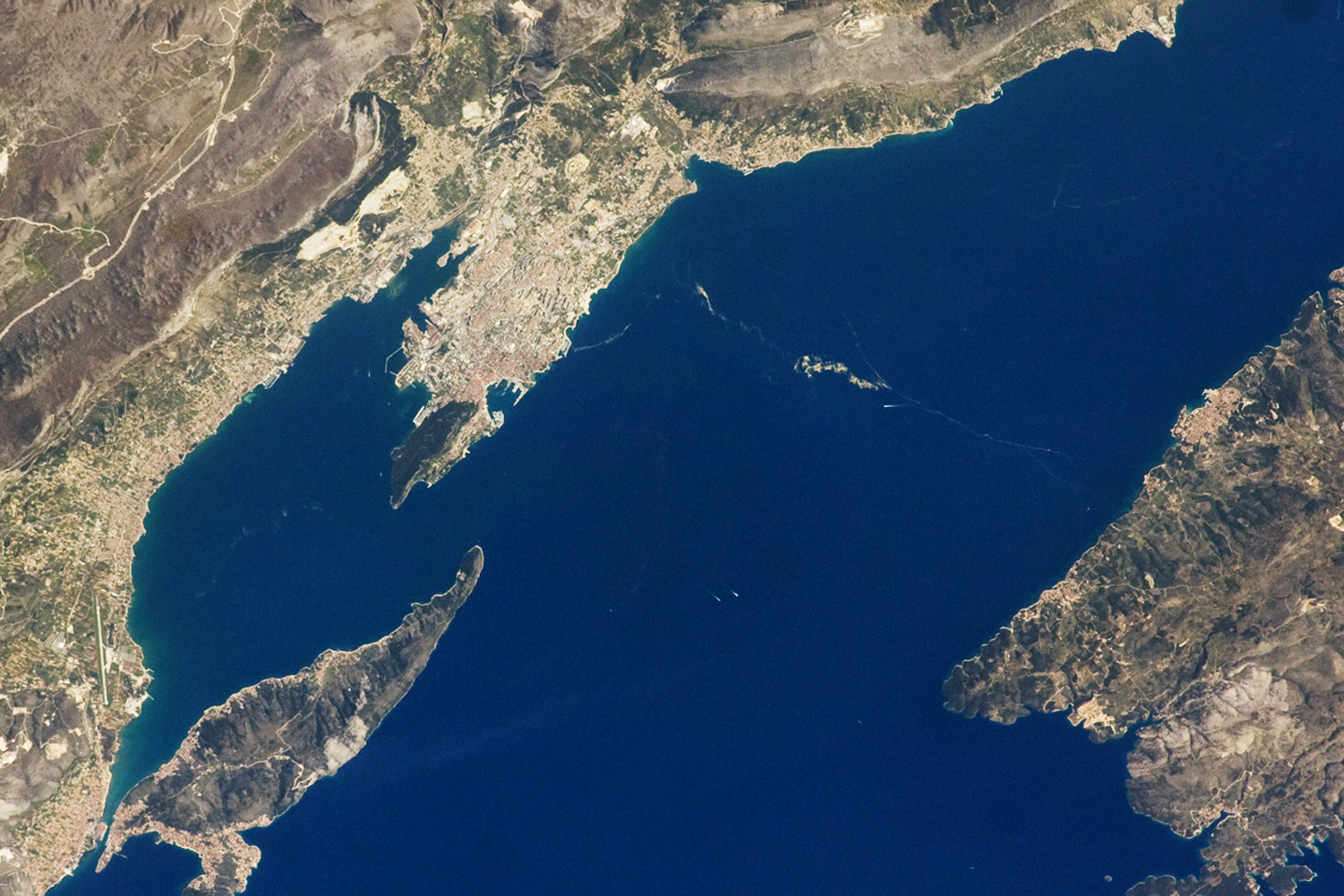
Spàlato e i centri abitati circostanti visti dal satellite

- Lučac-Manuš (Borgo Luzaz-Borgo Manus[87])
- Mejaši (Contrada Cavosoli)
- Meje (San Martino e Cosimo)
- Mertojak (Mirculano)
- Neslanovac (Vallisella)
- Plokite (Muclalonga)
- Pujanke (Contrada Cila)
- Ravne njive (Campanana)
- Sirobuja (Seròbigla)
- Špinut (Spinuti[88])
- Split 3 (Spalato 3)
- Sućidar (Seldirini)
- Šine (Scine)
- Varoš (Borgo Grande[87])
- Visoka (Monticello)
- Žnjan (Giugnano)

## Economia

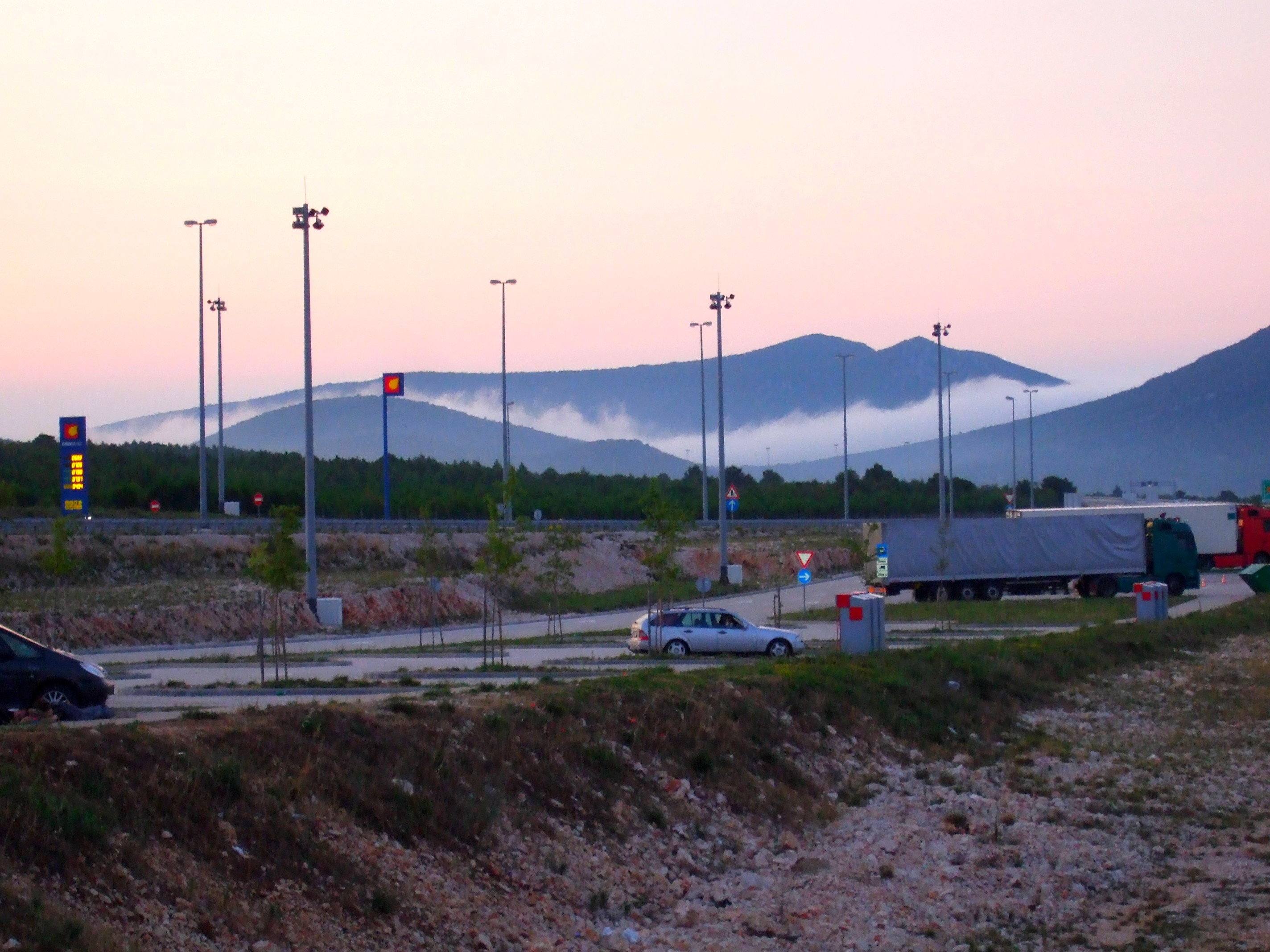
L'autostrada A1 croata all'altezza di Spalato

Spalato diventò una moderna città industriale durante il periodo di appartenenza alla Jugoslavia, divenendo sede di grandi industrie nel settore delle costruzioni navali, della chimica, della carta e dell'abbigliamento, a cui si aggiunse in seguito il turismo. Nel 1981 Spalato raggiunse il picco di sviluppo economico raggiungendo un PIL pro capite che era superiore del 37% del PIL pro capite medio della Jugoslavia. A questo progresso economico è seguita una fase di recessione durata circa venti anni che ha portato alla chiusura di molte attività manifatturiere. Di conseguenza l'economia di Spalato è virata verso il commercio e i servizi, lasciando però un vuoto occupazionale.
La più grande azienda di cantieristica navale di Spalato è la Brodosplit, che impiega circa 2.300 dipendenti e che nella sua storia ha realizzato circa 350 natanti, sia militari che civili, l'80% delle quali sono stati esportati fuori dalla Croazia. L'autostrada A1, che collega Spalato con il resto della Croazia, ha facilitato la crescita economica della città attraendo investimenti, che ha portato alla fondazione di nuove aziende, prima all'interno dei confini cittadini di Spalato, poi nei centri abitati limitrofi. 

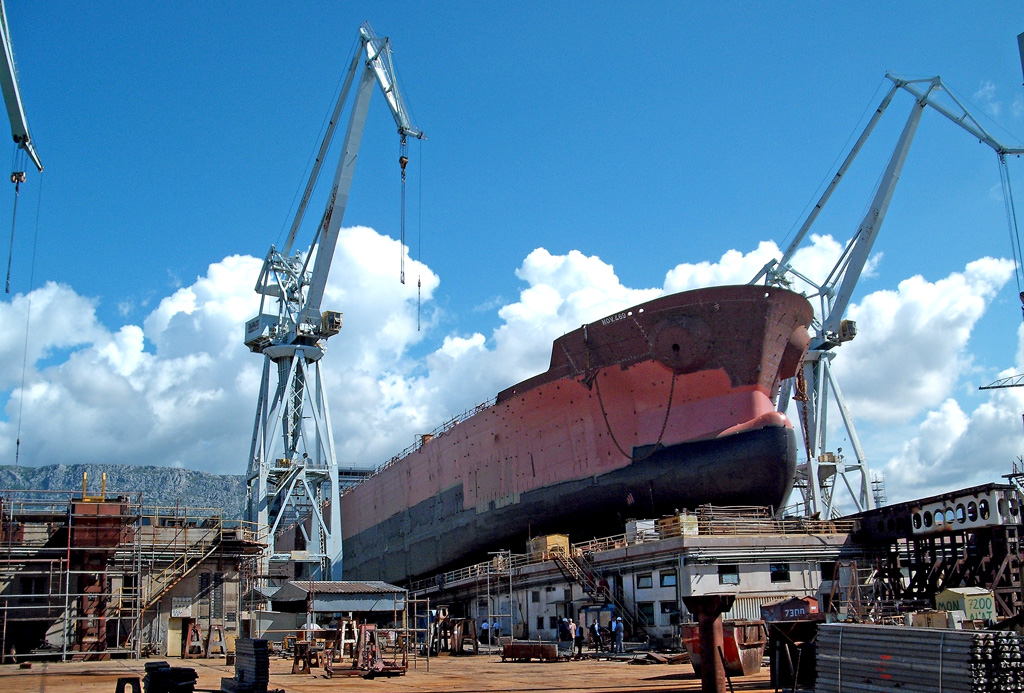
Una nave in costruzione nei cantieri navali della Brodosplit, che è la più grande azienda manifatturiera di Spalato

Questa infrastruttura è stata completata e poi aperta nel luglio 2005. Oggi l'economia di Spalato si regge principalmente sul turismo e su altri comparti economici, principalmente l'alimentare (soprattutto olio di oliva e vino), l'industria cartaria, quella chimica e la pesca. Dal 1998 Spàlato ospita il salone nautico croato, che ha cadenza annuale. Dalla prima metà del 2006 l'economia di Spalato ha iniziato a crescere, raggiungendo una percentuale di circa del 6%. Gli investimenti stranieri in città sono aumentati considerevolmente, facendo dell'economia di Spalato una delle più a rapida crescita della Croazia.

## Infrastrutture e trasporti

### Strade

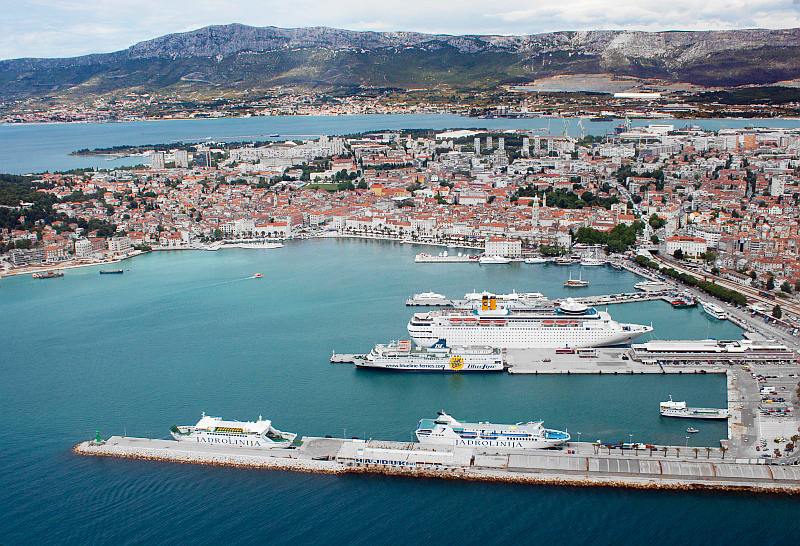
La parte dedicata ai passeggeri del porto di Spalato

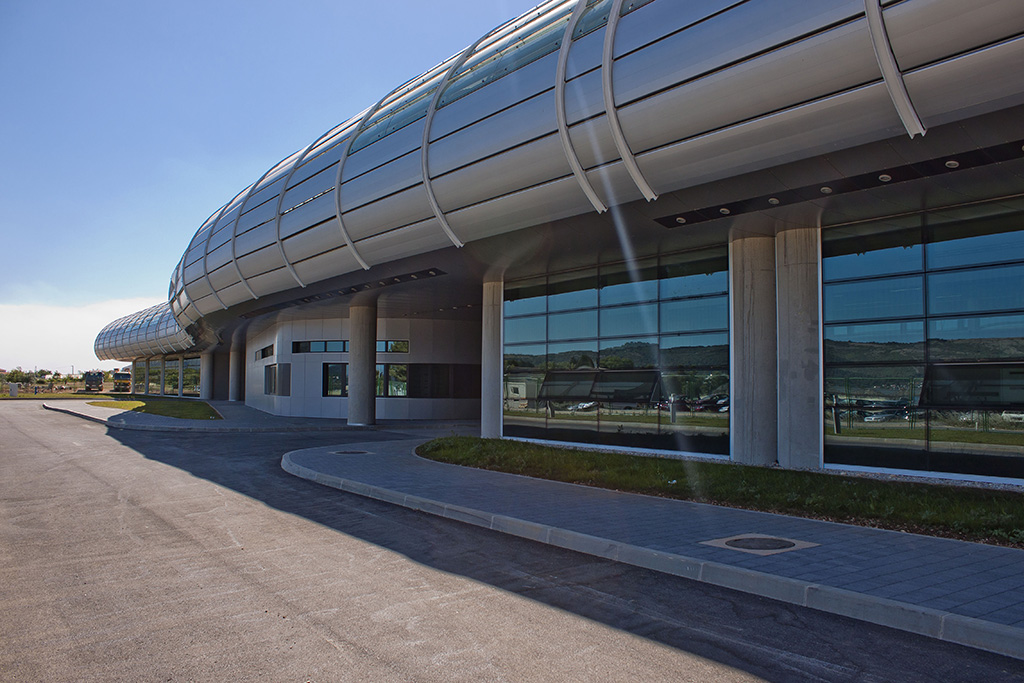
L'aeroporto di Spalato

Dopo il collegamento di Spalato con il resto della rete autostradale croata, che è avvenuto nel 2005, i flussi di traffico esterni alla città sono stati ulteriormente facilitati venendo completati dalla presenza di un porto, che è provvisto di infrastrutture che permettono collegamenti tramite traghetto sia con le isole dalmate che con le altre principali città costiere croate nonché con alcune città italiane, tra cui Ancona e Pescara. Spalato è attraversata dalla Strada Maestra Adriatica, arteria stradale che costeggia buona parte della costa orientale del mar Adriatico, appartenente alla strada europea E65.

### Ferrovie
Spalato è servita dalla Ferrovia Dalmata, linea ferroviaria che collega Spalato all'importante nodo di Tenin. Lungo la ferrovia è presente anche una diramazione per Sebenico; la Ferrovia Dalmata collega Spalato all'intera Croazia. 
Per il trasporto locale vi è la Ferrovia suburbana di Spalato (Splitski metro), inaugurata nel 2006 e che è in fase di ampliamento.
Un tempo dalla città passava anche la ferrovia Spalato-Signo, che collegava Spalato alla località di Signo.

### Porti
Il porto di Spàlato è attraversato da un traffico di circa 4 milioni di passeggeri, movimento che ne fa il terzo porto del Mar Mediterraneo. Il porto di Spàlato ha collegamenti diretti con i porti croati di Fiume e Ragusa e con i porti italiani di Ancona e di Pescara.

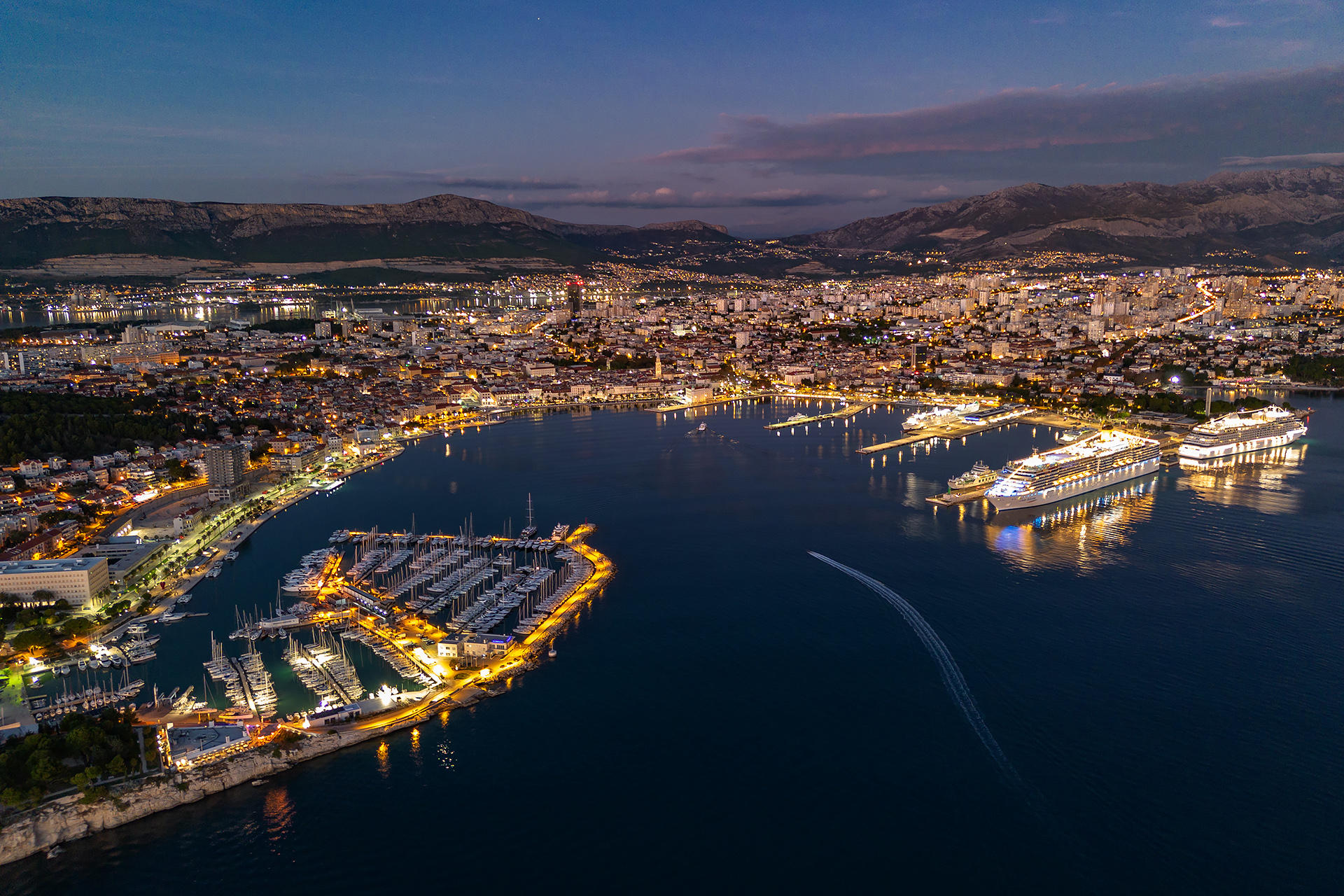
Veduta del porto di Spalato di notte

Molte isole dalmate sono facilmente raggiungibili dalla baia di Spàlato. Le isole più vicine raggiungibili dal porto di Spàlato sono Brazza, Lesina e Solta, mentre quelle più lontane sono le isole di Lissa, Curzola e Lagosta. Con il passare dei decenni il porto di Spàlato è diventato un importante scalo turistico, con oltre 260 navi da crociera che vi giungono annualmente trasportando complessivamente 130 000 passeggeri.
La compagnia di navigazione spalatina più importante che agisce su queste rotte è la Jadrolinija.

### Aeroporti
I collegamenti aerei sono garantiti dalla presenza dell'aeroporto di Spalato, che è il terzo aeroporto croato per importanza dopo quelli di Zagabria e di Ragusa. Situato presso la cittadina di Castelli, a 25 km a nord-ovest della città, l'aeroporto di Spalato funge da hub per la compagnia aerea di bandiera croata Croatia Airlines, che offre voli verso importanti città europee come Londra, Amsterdam, Francoforte, Roma e Parigi.

### Mobilità urbana
La rete di autobus urbana di Spàlato è gestita dalla Promet Split.

## Amministrazione

### Gemellaggi
Spàlato è gemellata con:
- Benevento, dal 1997
- Vukovar, dal 2019
- Rzeszow, dal 2018
- Hangzhou, dal 2014
- Ancona, dal 1970
- Antofagasta, dal 1993
- Bet Shemesh, dal 1994
- Città di Cockburn, dal 1995
- Dover, dal 1958
- Gladsaxe, dal 1967[91]
- Los Angeles, dal 1994
- Mostar, dal 1972[92]
- Odessa, dal 1964
- Ostrava, dal 1971
- Štip, dal 1980
- Trondheim, dal 1957
- Velenje, dal 1975
- Charlottenburg-Wilmersdorf, dal 1970

Spàlato ha accordi di cooperazione con:
- Pescara
- Cagli
- Smirne
- Beirut
- Cettigne
- Iquique
- Kermanshah
- Patrasso
- Punta Arenas
- Rosario

## Sport

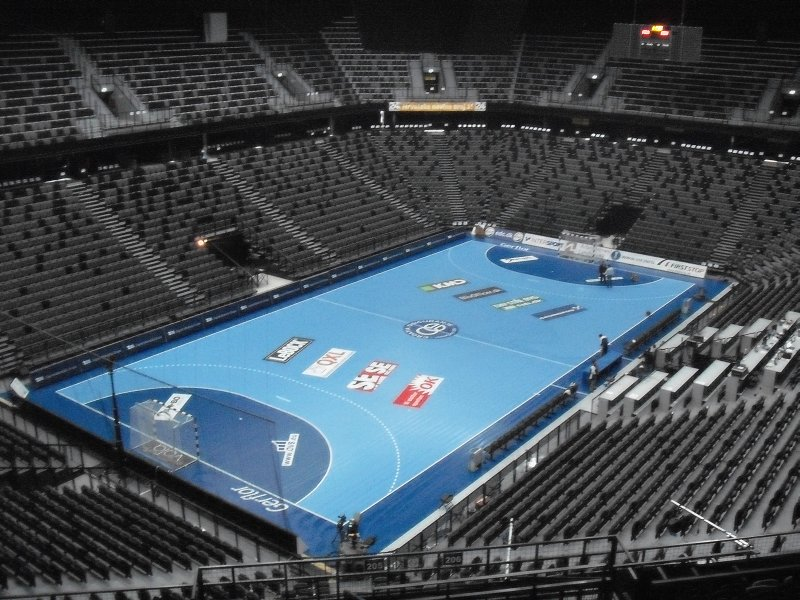
Scorcio interno dello Spaladium Arena

La società sportiva spalatina più celebre è la squadra di calcio dell'Hajduk Spalato, a cui si aggiungono la squadra calcistica dell'RNK Spalato, oltre ad una nutrita schiera di società di pallacanestro, pallanuoto, pallamano, tennis, arti marziali, nuoto, bocce, rugby, baseball, softball.
A Spàlato hanno sede diversi club vincitori di coppe europee: nella pallacanestro maschile il KK Split (sotto il nome Jugoplastika e POP 84), nella pallanuoto il VK POŠK, il VK Jadran e il VK Mornar, nella pallamano femminile l'RK Nada, nel rugby il RK Nada e nel baseball il BK Nada. Spàlato è la città natale dei calciatori Ivan Perišić e Ivan Strinić, vicecampioni del mondo con la Nazionale di calcio della Croazia al Campionato mondiale di calcio 2018. Le due più importanti strutture sportive presenti a Spàlato sono lo stadio di Poljud e la spaladium Arena.

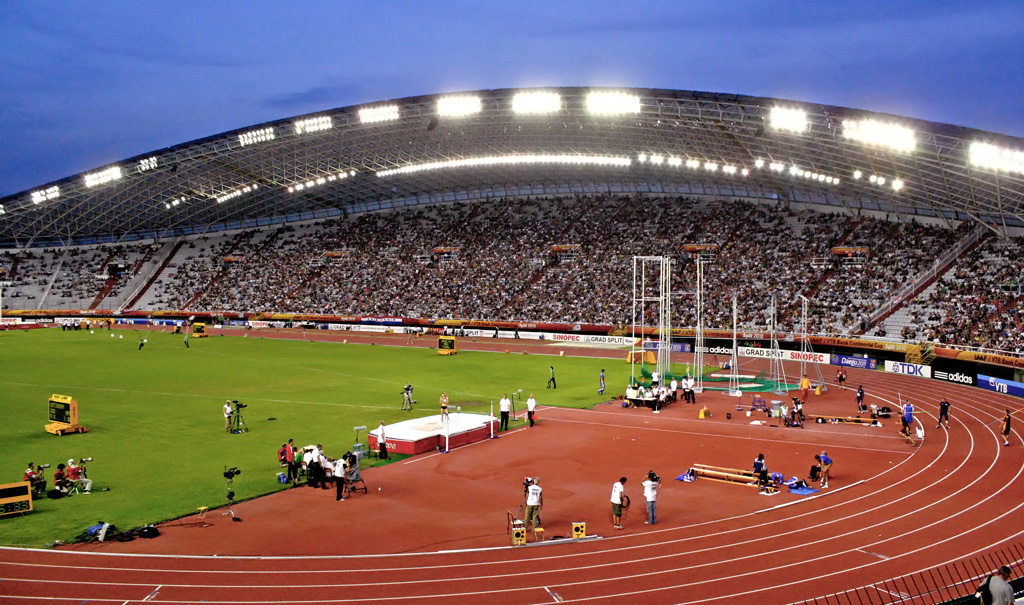
Lo stadio di Poljud durante la Coppa continentale di atletica leggera 2010

Spàlato ha ospitato alcuni campionati organizzati da federazioni sportive internazionali. I più importanti sono stati gli VIII Giochi del Mediterraneo, che si sono svolti nella città dalmata dal 15 al 29 settembre 1979 in varie strutture, il campionato mondiale maschile di pallamano 2009, che si sono svolti dal 16 gennaio al 1º febbraio 2009, con alcune gare che si sono svolte a Spàlato allo Spaladium Arena, e i campionati europei di atletica leggera 1990, che si sono tenuti a Spalato dal 26 agosto al 2 settembre 1990 allo stadio di Poljud, nonché il Coppa continentale di atletica leggera 2010, che si sono svolti nella medesima struttura dal 4 al 5 settembre 2010.
Hanno vinto le medaglie d'oro olimpioniche gli spalatini Duje Bonačić, Mate Trojanović, Velimir Valenta (Helsinki 1952), Andrija Anković, Ante Žanetić, Zvonko Bego (Roma 1960), Đurđica Bjedov, Ivo Trumbić (Città del Messico 1968), Mate Parlov (Monaco 1972), Duje Krstulović (Mosca 1980), Milivoj Bebić (Los Angeles 1984), Ratko Rudić, Deni Lušić (Los Angeles 1984 e Seul 1988), Renco Posinković, Mislav Bezmalinović (Seul 1988). Sono nati in questa città i campioni mondiali Mate Parlov (pugilato, campione WBC nel 1978) e Blanka Vlašić (nel salto in alto nel 2007 e nel 2009, in più un argento olimpico a Pechino 2008), i tennisti Nikola Pilić, Goran Ivanišević e Mario Ančić, nonché i cestisti Toni Kukoč e Dino Rađa.